# Lista de episódios de Pai à Força
Esta é uma lista de episódios do drama português Pai à Força. Protagonizada pelos actores Pepê Rapazote, Ruben Silva, Francisco Fernandez e Beatriz Monteiro, esta série foi produzida pela SP Televisão, para ser exibida na RTP1. A transmissão da sua primeira temporada, composta por 19 episódios, começou na sexta-feira, 6 de Fevereiro de 2009, às 21h20m e terminou no dia 3 de Julho do mesmo ano. A segunda temporada, de 23 episódios, estreou na Sexta-feira, 23 de Outubro de 2009 e terminou a 16 de Abril de 2010. A um Domingo, 17 de Outubro de 2010, estreou um terceira temporada de 10 episódios que terminou a 19 de Dezembro de 2010. No domingo, 25 de Setembro de 2011 começou a transmissão da quarta temporada até ao presente dia.

## Visão Geral
| Série | Série | Episódios | Episódios | Temp. | Temp. | Episódios               | Transmissão Original   | Transmissão Original    | Dia da Semana | Audiências (média dos episódios) | Elenco principal                                                   |
| Série | Série | Episódios | Episódios | Temp. | Temp. | Episódios               | Estreia de Temp.       | Final de Temp.          | Dia da Semana | Audiências (média dos episódios) | Elenco principal                                                   |
| ----- | ----- | --------- | --------- | ----- | ----- | ----------------------- | ---------------------- | ----------------------- | ------------- | -------------------------------- | ------------------------------------------------------------------ |
|       | 1     | 26        | 19        |       | 1     | 19                      | 6 de Fevereiro de 2009 | 3 de Julho de 2009      | Sexta-Feira   | 933 346                          | Pêpê Rapazote, Ruben Silva, Francisco Fernandez e Beatriz Monteiro |
| 7     | 1     | 26        |           | 2     | 23    | 23 de Outubro de 2009   | 16 de Abril de 2010    | Sexta-Feira             | 770 891       |                                  | Pêpê Rapazote, Ruben Silva, Francisco Fernandez e Beatriz Monteiro |
|       | 2     | 26        | 16        | 2     | 23    | 23 de Outubro de 2009   | 16 de Abril de 2010    | Sexta-Feira             | 770 891       |                                  | Pêpê Rapazote, Ruben Silva, Francisco Fernandez e Beatriz Monteiro |
| 10    | 2     | 26        |           | 3     | 10    | 17 de Outubro de 2010   | 19 de Dezembro de 2010 | Domingo                 | 1 021 253     |                                  | Pêpê Rapazote, Ruben Silva, Francisco Fernandez e Beatriz Monteiro |
|       | 3     | 40        | 20        |       | 4     | 20                      | 25 de Setembro de 2011 | 19 de Fevereiro de 2012 | Domingo       | Em Exibição                      | Pêpê Rapazote, Ruben Silva, Francisco Fernandez e Beatriz Monteiro |
| 20    | 3     | 40        |           | 5     | 20    | 26 de Fevereiro de 2012 | 29 de Julho de 2012    | Domingo                 | -             |                                  | Pêpê Rapazote, Ruben Silva, Francisco Fernandez e Beatriz Monteiro |

## Primeira Temporada (2009)
Abaixo, estão listados os episódios da primeira temporada de Pai à Força, exibidos entre 6 de Fevereiro e 3 de Julho de 2009:
| Ep.# | Título      | Argumento                                           | Realização                        | Transmissão Original    | Espectadores  |
| --- | ----------- | --------------------------------------------------- | --------------------------------- | ----------------------- | ------------- |
| PRIMEIRA SÉRIE (produção de vinte e seis episódios no primeiro semestre de 2008) |             |                                                     |                                   |                         |               |
| 1.01 | Episódio 1  | Eduarda Laia, Joana Andrade, João Pupo e João Tordo | Duarte Teixeira e Gonçalo Penalva | 6 de Fevereiro de 2009  | 1 382 781 (‡) |
| Depois de muito esperarem, Simão, Jaime e Beatriz partem com os pais para as tão desejadas férias de sonho, numa praia de Espanha. A felicidade da família é interrompida quando um carro que vem em sentido contrário choca com o seu provocando um trágico acidente. À margem de todo o drama que se desenrola numa estrada de Elvas está Miguel, um cirurgião plástico de grande sucesso, que alia a competência profissional a uma vida de sedução, sem compromissos. Terminada mais uma cirurgia Miguel prepara-se para uma saída nocturna com Natália, médica anestesista que sente um fraquinho por ele e por isso não resistiu ao convite para assistir a um concerto de jazz. A voracidade de Miguel pelo sexo oposto é tão grande que ainda tem espírito para combinar a continuação dessa noite com outra amiga, Joana, na casa desta, depois de deixar Natália. Nesse momento, chegam ao hospital cinco feridos num acidente de viação. As três crianças com escoriações ligeiras, os pais em estado critico. Passado algum tempo, Simão, o miúdo mais velho esbarra na notícia fatal da morte dos pais, virando costas aos irmãos para que não percebam o que acabou de saber. Só mais tarde partilha com Jaime esse desgosto, poupando Beatriz, a mais nova dos três. Sem familiares que se conheçam, os menores são confiados a um lar de acolhimento de crianças mas, por pouco tempo, uma vez que a polícia descobre na casa onde viviam, um testamento em que o falecido pai confia a Miguel a guarda dos filhos, pois ambos tinham sido amigos de infância e tinham crescido juntos num orfanato, até à maioridade. Ao saber da notícia, Miguel teme não ser capaz de assumir a guarda das crianças mas, sensibilizado pela assistente social, acaba por aceitar.                                                                         |             |                                                     |                                   |                         |               |
| 1.02 | Episódio 2  | Eduarda Laia, Joana Andrade, João Pupo e João Tordo | Duarte Teixeira e Gonçalo Penalva | 13 de Fevereiro de 2009 | 1 161 114     |
| A manhã começa atribulada para Miguel. Está atrasado para o trabalho no hospital e Maria telefona a dizer que não vai trabalhar por estar doente. Jaime também está de cama com febre, enquanto Simão suspira porque Beatriz quer comer as suas torradas do pequeno-almoço. Miguel tenta que uma das suas conquistas possa salvar a situação ficando a cuidar dos miúdos mas todas se apercebem do carácter oportunista do contacto e recusam ajudar. A única solução é levá-los consigo para o hospital mas a primeira tentativa não corre bem. Esquece-se das crianças trancadas dentro do carro que dispara o alarme obrigando a deixar a consulta de uma paciente a meio. Resolvido o problema regressa a casa e convence Vitória, uma antiga namorada, a fazer de babysitter por umas horas. No hospital, Álvaro, o chefe do serviço de cirurgia, está à beira da reforma e procura um sucessor para o seu lugar. A vaga está a ser disputada por Miguel e pelo seu rival de sempre, Lourenço. Cada um dos candidatos faz o que pode para impressionar Álvaro da melhor forma possível. Lourenço mostra-se servil, enquanto Miguel aproveita o almoço com o chefe para retirar vantagem. Em casa, Vitória dá o melhor de si para se relacionar com os três irmãos mas quando Beatriz lhe conta que Miguel esteve a brincar na noite anterior no quarto com uma namorada mais nova que ela, fica possuída pelos ciúmes e leva-os de volta ao hospital. Filipe, grande amigo de Miguel, vê os sobrinhos adoptivos deste no gabinete e vai avisá-lo ao bloco operatório. Miguel corre a procurá-los e entrega ao amigo ortopedista a segunda parte da cirurgia mamária que estava a fazer, deixando-o em pânico por nunca ter feito semelhante intervenção.                                                                                                |             |                                                     |                                   |                         |               |
| 1.03 | Episódio 3  | Eduarda Laia, Joana Andrade, João Pupo e João Tordo | Duarte Teixeira e Gonçalo Penalva | 6 de Março de 2009      | 1 034 447     |
| O despertar de Miguel não é de todo suave, pois acorda com os sobrinhos adoptivos a fazerem uma verdadeira algazarra no seu quarto. Margarida também tem um início de trabalho difícil na casa de Miguel. O pequeno-almoço revela-se um pequeno caos uma vez que os irmãos Simão, Jaime e Beatriz pedem várias coisas ao mesmo tempo deixando a empregada atarantada. As crianças chegam mesmo a pensar que Margarida tem pouca paciência para lidar com eles. No hospital, Miguel vai fazer uma cirurgia mamária a Sara, uma antiga colega de liceu que acaba por convidar para jantar. Continua ainda a disputar com Lourenço o lugar de chefe de cirurgia que vai ficar vago com a saída de Álvaro, para a reforma. Este vai gerindo o problema da sua sucessão, por um lado, dando a Lourenço mais cirurgias e por outro lado, nomeando Miguel para chefe de uma equipa que inclui Lourenço e que vai tratar um miúdo que foi atacado por um cão. Álvaro é mordaz quando critica Miguel pelo facto deste ter vindo a revelar, de forma constante, menos disponibilidade para o trabalho de cirurgião. Miguel explica ao chefe que a sua vida deu uma volta muito grande por ter ficado repentinamente com três crianças a seu cargo. Álvaro acaba por ter alguma compreensão. Simão, Jaime e Beatriz insistem com Margarida para saírem e vão divertir-se no Parque das Nações. Quando estão a brincar à apanhada, Beatriz esbarra num homem de idade e perde a sua boneca. Não percebe que chocou com o seu avô. Segue-se depois uma ida ao Oceanário e as crianças ficam maravilhadas com os peixes que observam. À hora do almoço, Margarida não escapa à crítica dos irmãos por estar justamente a comer…um peixe. |             |                                                     |                                   |                         |               |
| 1.04 | Episódio 4  | Eduarda Laia, Joana Andrade, João Pupo e João Tordo | Duarte Teixeira e Gonçalo Penalva | 13 de Março de 2009     | 1 002 780     |
| Jorge, amigo de Miguel, retira o gesso depois de uma perna partida. Aproveita o reencontro para o convidar para uma sessão de Skysurf que há muito não praticam juntos. Depois do primeiro salto, Jorge propõe sociedade para a exploração do bar do aeródromo e de uma empresa de desportos radicais. O cirurgião plástico aceita. Já no hospital, Miguel recebe uma boa notícia. Lourenço, o rival que está a disputar com ele o lugar de chefe de cirurgia, tem pouca sorte numa operação que acaba mal e Álvaro, o actual responsável pelo serviço volta a dar mais cirurgias a Miguel do que a Lourenço. Miguel escolhe para Simão, Jaime e Beatriz um novo colégio, segundo ele, o melhor do país. As crianças reagem mal e nem sequer toleram os novos uniformes. Margarida tenta pôr água na fervura para que as crianças aceitem melhor a decisão do seu tutor. No entanto, não se inibe de lhe chamar à atenção para a necessidade de dar mais atenção aos miúdos. Miguel não gosta mas isso não lhe retira a tranquilidade para jantar com Sandra, antiga namorada de liceu de quem se reaproximou depois de a ter operado. A noite corre bem e acabam por dormir juntos em casa de Miguel. Quando na manhã seguinte Simão, Jaime e Beatriz avistam Sandra meio despida na cozinha, desfrutam o momento com Margarida, para embaraço de Miguel. Este vai para o hospital e Sandra impõe-se a Margarida, levando os miúdos para o primeiro dia de aulas na nova escola. Ali fazem novos conhecimentos mas nem todos correm da melhor forma. Sebastião, Martim e Vera mostram-se hostis, enquanto outros três irmãos, Francisca, Matilde e Diogo demonstram qualidades para futuros amigos. No hospital, Filipe estremece a cada conversa com Inês, mal disfarçando que está interessado na colega. Miguel percebe e brinca com a timidez do amigo. |             |                                                     |                                   |                         |               |
| 1.05 | Episódio 5  | Eduarda Laia, Joana Andrade, João Pupo e João Tordo | Duarte Teixeira e Gonçalo Penalva | 20 de Março de 2009     | 876 113       |
| Álvaro provoca Miguel no quadro de cirurgias. Enquanto isso, Sandra leva Simão, Jaime e Beatriz ao colégio para desagrado das crianças. Filipe está apaixonado por Inês mas Miguel não dá grande ajuda à conquista pois está atrasado para uma cirurgia. Lourenço falha no bloco operatório e por pouco não mata um doente. Álvaro não tem alternativa e coloca-o sob alçada disciplinar. Miguel tenta tirar partido da infelicidade do colega mas o director castiga-o atribuindo-lhe todas as cirurgias do dia. Filipe pede conselho a Miguel para convidar Inês para sair. O cirurgião plástico dá a sua opinião sem imaginar que, de momento, está sob a mira de Sandra, que quer casar com ele e por isso vai buscar os sobrinhos adoptivos ao colégio. As crianças não apreciam a ideia e reprimem a “madrasta”. Miguel está entre a espada e a parede porque Simão, Jaime e Beatriz não alinham com a sua nova namorada e até planeiam um plano para se verem livres dela. Sandra, entretanto, começa a decretar as suas ordens em casa de Miguel, para desagrado de Maria e Margarida. No hospital, Miguel tem que enfrentar uma jornalista “impertinente” que investiga os fracassos e os sucessos das cirurgias plásticas. Sem que se apercebam, as crianças de ambos travam amizade no mesmo colégio. Sandra e Miguel discutem, enquanto Margarida se aproxima do coração das crianças. Filipe volta a pedir ajuda para conquistar Inês. Sandra é rejeitada como modelo mas ainda se dá ares de grande dama perante Maria. Pior fica a relação com Margarida, depois de enganar a babysitter nas horas de ir buscar as crianças à escola. Miguel recrimina a namorada depois de enfrentar Marta, mais uma vez. |             |                                                     |                                   |                         |               |
| 1.06 | Episódio 6  | Eduarda Laia, Joana Andrade, João Pupo e João Tordo | Duarte Teixeira e Gonçalo Penalva | 27 de Março de 2009     | 833 891       |
| Chegou finalmente a hora de Simão, Jaime e Beatriz conhecerem o avô. A ansiedade apodera-se das crianças que são tranquilizadas por Miguel. O “tio” promete que se o encontro não correr bem, voltam para casa. Beatriz é, dos três irmãos, a que mais receio demonstra mas Inês consegue, durante mais uma consulta, fazer com que ela ganhe confiança para travar conhecimento com António. No meio desta ansiedade e porque as crianças não param de queixar-se, Miguel decide comprar uma cama nova para cada um. Vai ser um desafio para Sandra que teima em montá-las sozinha prescindindo da ajuda de Margarida. No entanto, para desagrado da noiva de Miguel, será mesmo Margarida a montar as camas, uma vez que Sandra não consegue mantê-las direitas. Simão descobre que Miguel faz anos e com Margarida combinam fazer uma festa surpresa. Miguel anda nostálgico por pensar que ninguém sabe que é o seu aniversário. Margarida e Maria livram-se de Sandra para fazerem o bolo de aniversário de Miguel. Margarida faz um telefonema falso a Sandra simulando que a está a convocar para um casting de uma agência de modelos. Esta sem desconfiar, sai de casa sem olhar para trás. Álvaro continua a divertir-se a gerir a ansiedade de Miguel e Lourenço, que continuam a disputar o lugar de chefe de cirurgia. Álvaro esfria o entusiasmo de Miguel no golfe e o de Lourenço na clínica. Este, afectado por um inquérito de que foi alvo não consegue operar e acaba por ser substituído por Álvaro que por sua vez repreende Miguel por troçar do seu rival. Como terapia para um dia particularmente angustiante, Miguel vai levar presentes aos meninos do lar de acolhimento onde esteve na infância. |             |                                                     |                                   |                         |               |
| 1.07 | Episódio 7  | Eduarda Laia, Joana Andrade, João Pupo e João Tordo | Duarte Teixeira e Gonçalo Penalva | 3 de Abril de 2009      | 907 780       |
| António, como avô das crianças, reclama a Miguel a custódia de Simão, Jaime e Beatriz. Miguel pede dois dias para pensar mas cede à pretensão de António. Sandra estranha o comportamento ausente de Miguel e tenta mostrar-se carinhosa, mas é afastada pelo cirurgião que decide dormir no sofá. Margarida, quando fica a saber que os miúdos vão se vão embora fica indignada e diz Miguel que se despede. Simão, Jaime e Beatriz, sabendo que vão viver com o avô fogem de casa mas são conduzidos a uma esquadra pelo taxista que os transportou. Margarida leva Miguel no seu carro para recuperar as crianças. Miguel desabafa com Filipe sobre a situação que está a viver e combina uma saída a quatro para descomprimir no bar de Jorge. Filipe, ainda que renitente aceita a saída para estar de novo com Inês. Sandra ocupada com o trabalho acaba por não ir e Filipe atrasa-se com uma emergência no hospital. Quando finalmente chega ao bar, vê Miguel dentro do carro a beijar a mão de Inês e fica a pensar que o amigo o traiu. No dia seguinte o equívoco acaba por ser esclarecido. António prepara com entusiasmo a chegada dos netos tirando das suas poupanças uma larga soma em dinheiro par lhes fazer umas compras. Isabel, a mulher, fica furiosa com a perspectiva de ver de repente a casa inundada de crianças. Simão, Jaime e Beatriz inscrevem-se numa prova de natação do colégio e lamentam que o tio Miguel não os tenha ido ver. Marta, mãe dos amigos Francisca, Matilde e Diogo, diz-lhes que Miguel afinal assistiu à prova que os sobrinhos ganharam. |             |                                                     |                                   |                         |               |
| 1.08 | Episódio 8  | Eduarda Laia, Joana Andrade, João Pupo e João Tordo | Duarte Teixeira e Gonçalo Penalva | 10 de Abril de 2009     | 928 891       |
| Miguel está cada vez mais perturbado por ter ficado sem os sobrinhos de um momento para o outro. Maria ainda aconselha Margarida a chamar o médico à razão, mas o esforço não resulta e Margarida acaba mesmo por decidir despedir-se. Sandra fica muito contente por ver-se livre da empregada, mas Miguel fica bastante contrariado. No hospital as coisas também não correm melhor. Miguel recusa operar uma paciente que está a ser manipulada pelo marido e entra em conflito com os clientes. Lourenço intervém na situação à revelia de Miguel, tentando prejudicar o colega. Miguel apercebe-se disso e quando encontra Lourenço dá-lhe um murro. Álvaro não abdica da sua autoridade e suspende Miguel. Este, amargurado com tudo o que lhe está a acontecer, vai desabafar com Inês e num impulso, acaba por beijar a colega. Imediatamente se arrepende, mas é observado à distância por Filipe que fica furioso. Mais tarde, o amigo despeitado e sem perceber que aquele beijo não teve qualquer significado, agride Miguel. Margarida está preocupada com as crianças e por sentir a falta delas decide visitá-las na casa do avô. António acaba por perceber que está a ser difícil superar a ausência de Simão, Jaime e Beatriz. Isabel recebe total confiança de António para tratar das burocracias para ficar com os netos de pleno direito. No entanto, Isabel está mesmo empenhada em ficar com o dinheiro do seguro dos miúdos. |             |                                                     |                                   |                         |               |
| 1.09 | Episódio 9  | Eduarda Laia, Joana Andrade, João Pupo e João Tordo | Duarte Teixeira e Gonçalo Penalva | 17 de Abril de 2009     | 876 113       |
| António e Isabel consultam um advogado, temendo que Miguel reclame a custódia de Simão, Jaime e Beatriz. O advogado aconselha um acordo que António vai tentar, contra a vontade de Isabel. Miguel, por seu lado assume que vai lutar para ter as crianças de volta, contra a vontade de Sandra que se sente de novo colocada de lado. Miguel vai ter com Margarida ao café onde esta agora trabalha e, embora não obtenha uma resposta imediata, convence-a a voltar a casa para tomar conta das crianças quando elas voltarem. Miguel consegue entretanto regressar ao hospital depois de ter sido suspenso por agredir Lourenço. Álvaro perdoa o incidente mas desilude Miguel, anunciando que nomeou Lourenço para representar o hospital num grande concurso internacional. Nem tudo corre mal a Miguel pois Filipe perdoa-lhe o facto de ter beijado Inês. Sandra, a conselho de uma agente de moda, decide fazer uma cirurgia estética e pede a Miguel que trate do assunto. No entanto ele está mais preocupado em rever os sobrinhos e não presta grande atenção. Sandra não desarma e recorre a uma outra clínica mas dá-se mal com a operação. É obrigada a ficar em casa, enquanto Miguel sai radiante para o tão aguardado reencontro com as crianças, pois António concordou que os netos possam ver Miguel com maior regularidade. Isabel ficou mais irritada do que nunca com esta concessão. Os miúdos, por outro lado, ficam radiantes com a surpresa preparada pelo tio. Vão andar de balão e conseguem que Marta autorize Francisca, Matilde e Diogo a acompanhá-los. Pouco depois da descolagem, Margarida aparece no aeródromo e fica perto de Marta observando o balão que se eleva no ar. |             |                                                     |                                   |                         |               |
| 1.10 | Episódio 10 | Eduarda Laia, Joana Andrade, João Pupo e João Tordo | Duarte Teixeira e Gonçalo Penalva | 24 de Abril de 2009     | 1 040 490     |
| Miguel decide contratar um advogado para lutar pela custódia dos sobrinhos, enquanto António e Isabel entram com o processo para ficarem com a guarda das crianças. Beatriz faz birras sucessivas e recusa-se a comer enquanto não vir de novo o tio Miguel. Isabel fica furiosa e, António perplexo com o comportamento da neta. Simão, Jaime e Beatriz acabam por ser convidados a lanchar em casa dos amigos Francisca, Matilde e Diogo, depois destes terem convencido a mãe, Marta, a chamar o convidado surpresa, Miguel. O encontro corre tão bem que Miguel e Marta acabam por se aproximar, deixando perceber que o amor está no ar. Sandra é que não se conforma e faz uma cena de ciúmes que termina com a ruptura com Miguel, farto de aturar os caprichos da namorada. Margarida percebe que a maré sopra a seu favor e “pica” Sandra, abrindo-lhe ainda mais a porta da rua. Miguel tem entretanto mais um revés no hospital, ao ser obrigado por Álvaro a trabalhar como assistente de Lourenço na grande cirurgia que vai permitir receber um grande apoio financeiro, depois de Lourenço ter vencido um importante concurso internacional. A anestesista Natália, ainda magoada pela traição amorosa de Miguel pede a Álvaro para não fazer parte da equipa, mas vê recusado o seu pedido com todas as letras. Jorge está com o coração aos saltos e pede a Miguel que convide Margarida para passar no bar do aeródromo. Sandra não se conforma por ter perdido Miguel e atrai Marta a um almoço em que deixa escapar, maliciosamente, que vive com o cirurgião, tentando desta forma afastar a potencial concorrente. Marta digere a notícia com dificuldade, perante Sandra que pensa ter alcançado o seu objectivo. |             |                                                     |                                   |                         |               |
| 1.11 | Episódio 11 | Eduarda Laia, Joana Andrade, João Pupo e João Tordo | Duarte Teixeira e Gonçalo Penalva | 1 de Maio de 2009       | 760 003 (†)   |
| Marta tenta evitar Miguel quando este lhe telefona, ao mesmo tempo que Sandra tenta reconquistar o cirurgião, perante o olhar critico de Maria e Margarida. Miguel consegue entretanto encontrar Marta à porta do colégio quando esta vai deixar os filhos, combinando almoçar com ela. Sandra, que os seguiu, observa furiosa, o diálogo à distância. Álvaro retém Miguel no hospital, forçando-o a reunir com Lourenço. Miguel tem que cancelar o almoço com Marta e manter-se no hospital para receber os observadores internacionais da cirurgia que ele e o rival vão efectuar. No colégio, Francisca perde a timidez e começa a cortejar Simão beijando-o na cara. Beatriz e Jaime que presenciaram a cena gozam como irmão. Mais tarde Francisca pede apoio a Marta, para iniciar o seu primeiro namoro, enquanto Simão, igualmente sem sono, se refugia nos conselhos do avô António. Quando novamente confrontado com mais uma investida de Francisca que lhe pede namoro, Simão esquiva-se, perante o olhar vitorioso de Martim que também está interessado na rapariga. No processo de atribuição da tutela de Simão, Jaime e Beatriz, as assistentes sociais começam a fazer os inquéritos a Miguel, apanhado de surpresa no hospital e também a António, para desagrado de Isabel, que tenta demonstrar um afecto que na realidade não sente pelas crianças. Jorge convence Miguel a levar Margarida à festa de inauguração das actividades radicais no aeródromo. Filipe também está presente, continuando a demonstrar total falta de jeito para conquistar Inês. Durante a festa, sem que os amigos percebam, Jorge aceita ser correio de droga, influenciado por um antigo amigo. |             |                                                     |                                   |                         |               |
| 1.12 | Episódio 12 | Eduarda Laia, Joana Andrade, João Pupo e João Tordo | Duarte Teixeira e Gonçalo Penalva | 8 de Maio de 2009       | -             |
| Margarida anima Miguel que teme pelo início do processo em que pretende obter a tutela de Simão, Jaime e Beatriz. Na audiência em tribunal, Miguel é atacado por Isabel, que tenta realçar a sua vida boémia para lhe retirar a custódia das crianças. O cirurgião reage e é repreendido pela juíza. No colégio, depois de ter sido beijado na cara por Francisca, Simão continua a evitá-la, devido à sua timidez. Martim tenta tirar partido da situação, com o apoio de Vera e Sebastião. Apesar de tudo Simão reage salvando Francisca de uma situação embaraçosa. Margarida frequenta as aulas de canoagem de Jorge e a empatia entre os dois aumenta, sem que ela desconfie que ele está a fazer tudo para se livrar de um grupo que o quer como correio de droga. Beatriz tem dificuldade em adormecer e liga a Miguel cheia de saudades. Durante a chamada é surpreendida por Isabel, que lhe põe termo, ameaçando Miguel de levar a questão a tribunal. No dia seguinte, Beatriz e Jaime enganam António para visitarem Miguel no hospital. Só que o avô vai nessa tarde falar com Miguel para o ameaçar no processo de adopção das crianças, forçando a que estas se escondam, protegidas por Filipe que as leva de volta ao colégio. Entretanto, Isabel gasta por conta em vestidos, o dinheiro que o seguro atribuiu para a educação dos três irmãos, depois de ter falsificado a assinatura de António nos documentos da companhia de seguros. Miguel continua a recuperar o crédito perdido no hospital e ganha mais terreno a Lourenço com um desempenho brilhante durante uma palestra. |             |                                                     |                                   |                         |               |
| 1.13 | Episódio 13 | Eduarda Laia, Joana Andrade, João Pupo e João Tordo | Duarte Teixeira e Gonçalo Penalva | 15 de Maio de 2009      | 960 558       |
| Sandra pede desculpa a Miguel por ter tentado afastá-lo de Marta, mas sempre com o fito de “agarra-lo” com o filho que espera. Francisca consegue que Simão aceite namorar com ela, embora Martim tente cortejá-la, recriminado por Vera e Sebastião. Inês, percebendo a timidez de Filipe, decide tentar conquistá-lo com novo convite para jantar, embora sem o sucesso desejado. Maria e Margarida testemunham a favor de Miguel em tribunal com aparente sucesso, deixando uma porta aberta a que os miúdos voltem a viver com o “tio” Miguel. Isabel pressiona António, temendo perder em tribunal a custódia das crianças, e por consequência, o dinheiro do seguro que as sustenta. Álvaro comunica a Miguel e Lourenço que assinou a sua permanência no hospital por mais dois anos, desiludindo os candidatos a sucessores. Miguel é apoiado por Inês, Francisco e Jorge, enquanto Lourenço se refugia no ombro de Natália. Sandra, ardilosa, conta a Miguel que o filho que espera é dele, deixando o cirurgião cheio de preocupação. |             |                                                     |                                   |                         |               |
| 1.14 | Episódio 14 | Eduarda Laia, Joana Andrade, João Pupo e João Tordo | Duarte Teixeira e Gonçalo Penalva | 22 de Maio de 2009      | 823 335       |
| Miguel surpreende Jorge ao dizer que quer ter Sandra a viver na mesma casa, uma vez que está grávida de um filho seu. Sandra faz-se difícil e recusa o convite, dizendo que prefere morar sozinha. Miguel está empenhado em ser o melhor pai do mundo e diz a Filipe que não entende a recusa de Sandra. O amigo lembra-lhe que deve respeitar essa decisão e que tem um problema maior para resolver: a sua relação com Marta. Marta não quer dividir Miguel com ninguém e termina o namoro com ele, dizendo-lhe que o seu lugar é agora ao lado de Sandra. Beatriz não se entende com Isabel e deixa-a à beira de um ataque de nervos logo ao pequeno-almoço, repetindo que quer ir viver com o tio Miguel. António está desolado por perceber que Simão e Jaime também preferiam não viver com ele. António acaba por confessar que está apreensivo com a decisão do tribunal, temendo perder a guarda dos netos. Margarida avisa Miguel para ter cuidado com a forma como vai dizer a Simão Beatriz e Jaime que vai ser pai. Miguel não esconde a impaciência, mas garante que não vai desistir de ficar com os miúdos. Jaime e Beatriz ameaçam deixar de falar com Simão se este não disser mal de António e Isabel em tribunal, durante o processo de adopção. Simão está entre a espada e a parede, pois não quer melindrar o avô. No hospital instala-se o caos devido a uma falha de energia. Miguel fica preso num elevador com uma grávida e é obrigado a fazer o parto, auxiliado via telefone por Natália. Lourenço quebra psicologicamente e bloqueia durante uma cirurgia. O paciente não morre por pouco e é Álvaro que salva a situação assumindo o comando da operação. Filipe e Inês também ficam presos noutro elevador e trocam olhares intensos quase a ponto de se beijarem.                                                          |             |                                                     |                                   |                         |               |
| 1.15 | Episódio 15 | Eduarda Laia, Joana Andrade, João Pupo e João Tordo | Duarte Teixeira e Gonçalo Penalva | 29 de Maio de 2009      | 855 002       |
| Inês continua a provocar Filipe e brinca com a sua timidez, tentando que ele avance para a relação que, afinal, ambos desejam. Isabel esconde de António o casaco de peles que comprou e oculta igualmente mais uma carta que chegou do banco. Preocupada com a possibilidade de perder a guarda de Simão, Beatriz e Jaime, neste momento galinhas dos ovos de oiro, Isabel pressiona António para que fale com Simão, preparando um depoimento da criança que seja favorável em tribunal. Simão partilha uma maçã com Francisca e confessa que está preocupado com a ida a tribunal. Simão gosta do avô e, apesar de querer viver com o tio Miguel, recusa dizer mal de António perante a juíza. Margarida está entusiasmada com Jorge e confessa a Maria que ele pode ser o homem da sua vida. Não imagina que, nesse momento, Jorge aceita participar em mais uma operação de tráfico de droga. Lourenço é avaliado por um psicólogo depois de ter falhado na cirurgia em que faltou a energia eléctrica no hospital. Fica incomodado por constatar que Álvaro confiou a Miguel a marcação das cirurgias e que este escolheu as mais importantes para si. Filipe tem o resultado dos exames feitos ao joelho de Álvaro e diz-lhe que tem que ser operado. O chefe da cirurgia tenta evitar a “faca” mesmo cheio de dores. Natália briga com Lourenço e reaproxima-se de Miguel. Francisca estranha que Marta não queira estar no tribunal a apoiar Miguel e pergunta à mãe se se zangou com ele. Sandra tenta cativar Miguel ao jantar, mas o cirurgião preocupa-se apenas com o filho de ambos, que ela espera. |             |                                                     |                                   |                         |               |
| 1.16 | Episódio 16 | Eduarda Laia, Joana Andrade, João Pupo e João Tordo | Duarte Teixeira e Gonçalo Penalva | 5 de Junho de 2009      | 876 113       |
| Jaime e Beatriz quase não falam com Simão, pois não perdoam ao irmão não ter declarado em tribunal que preferiam viver com Miguel. António fica preocupado por ver que os irmãos estão agora desavindos. No hospital, Lourenço provoca Miguel aproveitando-se da tristeza do rival. Filipe sai em defesa do amigo. Inês surge entretanto e a troca de olhares com Filipe deixa Miguel desconfiado de que algo existe entre os dois. Quando ficam a sós, dentro do elevador, Filipe cede à pressão de Inês e acaba por beijá-la. Sandra embirra com Margarida e com Maria, julgando-se de novo a dona da casa de Miguel. Este recusa qualquer aproximação a Sandra, permitindo-lhe apenas que partilhe a sua casa devido à gravidez. No hospital todos insistem com Álvaro para que aceite fazer a operação ao joelho mas o chefe de cirurgia mantém-se irredutível. Jaime e Beatriz continuam amuados com Simão e nem António os demove, quando comem um gelado no jardim. Isabel almoça sem olhar a despesas num restaurante de luxo com uma amiga. Entretanto alterou a morada para esconder de António os estratos bancários que revelam os seus gastos. Lourenço recusa continuar o tratamento no psicólogo, alegando que já se encontra recuperado. António tem uma conversa séria com Jaime e Beatriz e diz-lhes que não estão a ser justos por não falarem com Simão. Marta é despedida da revista onde trabalhava e quando procura apoio em Miguel, Sandra interfere elevando a voz de propósito fazendo com que Marta desligue o telefone. Jorge faz tudo para deixar o gang que trafica droga, mas Hugo não permite, ameaçando fazer mal a Margarida. Marta passa a procurar emprego mas sem conseguir que a contactem. Oferece a sua ajuda e tenta mesmo reatar o namoro beijando-a mas Marta diz que não é isso que quer para a sua vida.        |             |                                                     |                                   |                         |               |
| 1.17 | Episódio 17 | Eduarda Laia, Joana Andrade, João Pupo e João Tordo | Duarte Teixeira e Gonçalo Penalva | 12 de Junho de 2009     | 794 556       |
| Miguel volta a saltar de paraquedas com Jorge quer repetir no dia seguinte. No entanto, Jorge inventa ter já um compromisso para evitar a presença de Miguel no aeródromo. Sandra fica enervada pois vai ter que ir a tribunal testemunhar a favor de Miguel no processo de guarda de Simão, Jaime e Beatriz. Lourenço volta a quebrar numa cirurgia e expulsa um enfermeiro do bloco operatório perante o olhar de censura de Natália. Simão está cheio de ciúmes e diz a Jaime que não tenciona reconciliar-se com Francisca. Ao avistá-la na companhia de Martim afasta-se. Miguel quase surpreende Filipe e Inês, percebendo que algo se passa entre os dois. Filipe disfarça porque não quer assumir o namoro. António surpreende Isabel a regressar das compras com Lili e desconfia por ver a mulher cheia de sacos. Isabel disfarça, pois não contava que António estivesse em casa. Martim despeja a mochila de Simão enquanto Vera e Sebastião fazem troça. Francisca chega quando Simão já está sozinho a apanhar os cadernos e pensa que Simão acusa Martim apenas por despeito. Sandra tenta ensaiar as respostas que vai dar em tribunal mas Miguel pouca atenção lhe dá, enquanto Maria e Margarida também não estão muito dispostas a ajudá-la. Jorge escapa por pouco à polícia judiciária, desfazendo-se da droga que transporta em pleno voo. Marta é contratada por um jornal e Miguel fica feliz pela notícia. Inês e Filipe são apanhados aos beijos por Álvaro que conduz uma visita pelo hospital com médicos convidados. |             |                                                     |                                   |                         |               |
| 1.18 | Episódio 18 | Eduarda Laia, Joana Andrade, João Pupo e João Tordo | Duarte Teixeira e Gonçalo Penalva | 19 de Junho de 2009     | 873 474       |
| Sandra acorda enjoada por causa da gravidez e Margarida troça do seu estado. Quando Maria insiste para que tome o pequeno-almoço, Sandra sai para a casa de banho quase a vomitar. Miguel está ainda deitado e liga a Marta que não o atende porque está a deixar Francisca, Matilde e Diogo no colégio. Depois da entrada dos miúdos chega Duarte que pede a Marta que o aceite de volta. Marta recusa pois não perdoa ter sido abandonada com os filhos pelo ex-marido. Este reencontro inesperado acaba por perturbar Marta no trabalho. Miguel continua distante e só pensa em Marta que o deixou pendurado para jantar e persiste em não lhe atender as chamadas. Filipe aconselha o amigo a tirá-la da cabeça, ou então dar tudo por tudo para a conquistar. Jorge é mais uma vez pressionado por Hugo para que lhe dê o dinheiro que lhe deve por ter deitado fora a droga que transportava. O traficante repete a ameaça de morte contra Margarida e não se assusta com a fraca reacção de Jorge. Simão critica o comportamento agressivo de Martim e Francisca diz-lhe que não precisa sentir ciúmes. Francisca diz ainda que está preocupado com a reaproximação do pai, temendo que isso perturbe Marta. Álvaro preocupa Miguel informando que foi convocado para depor em tribunal pelo advogado de António e Isabel, no processo de adopção de Simão, Jaime e Beatriz. Por seu lado, António e Isabel ouvem o seu advogado garantir que o testemunho de Álvaro irá fazer com que ganhem a guarda dos três irmãos. Sandra fica incomodada com Miguel, acusando-o de dar mais atenção aos sobrinhos de que a ela que espera um filho seu. |             |                                                     |                                   |                         |               |
| 1.19 | Episódio 19 | Eduarda Laia, Joana Andrade, João Pupo e João Tordo | Duarte Teixeira e Gonçalo Penalva | 3 de Julho de 2009      | 812 780       |
| Simão, Jaime e Beatriz seguem tristes para mais um dia de aulas devido à decisão do tribunal, que os obriga a viverem com António. Miguel também acusa a falta dos miúdos e sem paciência para aturar os caprichos de Sandra, frisando que por ter consultas no hospital, não deverá poder estar a seu lado durante a ecografia que ela vai realizar. Margarida e Maria troçam dos amuos de Sandra. Marta começa mal o dia porque Diogo se queixa com dores de barriga e Matilde teima em ver mais vezes o pai. Marta disfarça a irritação como pode. Filipe anima Miguel, que não esconde a amargura por ter perdido a guarda dos sobrinhos. Margarida pensa que já não existem razões para ficar em casa de Miguel por mais tempo, uma vez que as crianças moram com o avô. Maria não concorda e diz que Miguel é muito compreensivo. Sandra entretanto e faz exigências alimentares por causa da gravidez. Mais uma vez é alvo da troça de Margarida. Diogo sente-se mal na escola e é operado de urgência a uma apendicite aguda. Miguel acompanha a criança a pedido de Marta, que acabou de ceder a Duarte, que a pressionou para ver os filhos com maior frequência. António permite que Margarida leve Simão, Jaime e Beatriz ao hospital para estarem perto de Diogo. Isabel fica irritado com o marido, pois tinha-o convencido a ir jantar fora, com os miúdos. A operação de Diogo é interrompida por um pai desesperado que sequestra Natália ameaçando-a com um bisturi e exigindo que seja feito um transplante de medula ao seu filho que está a morrer. José Luís não tem dinheiro para a operação e o seguro não cobre as despesas. |             |                                                     |                                   |                         |               |

## Segunda Temporada (2009-2010)
Abaixo, estão listados os episódios da segunda temporada de Pai à Força, exibidos entre 23 de Outubro de 2009 e 16 de Abril de 2010:
| Ep.# | Título      | Argumento                                           | Realização                        | Transmissão Original    | Espectadores |
| --- | ----------- | --------------------------------------------------- | --------------------------------- | ----------------------- | ------------ |
| 2.01 | Episódio 20 | Eduarda Laia, Joana Andrade, João Pupo e João Tordo | Duarte Teixeira e Gonçalo Penalva | 23 de Outubro de 2009   | 591 113 (†)  |
| Miguel está feliz da vida porque vai passar o dia com os sobrinhos e reconhece a Filipe a falta que sente deles. O incidente do sequestro no hospital, também o tornou mais sensível. Simão, Jaime e Beatriz estão eufóricos pelo reencontro com Miguel, agora considerado por eles como um herói. Isabel não acha graça a esse entusiasmo e insiste em impor as suas regras. António quebra-lhe a resmunguice quando volta a perguntar pela conta conjunta, que tem o dinheiro do seguro das crianças e da qual nunca mais recebeu extractos. Isabel, aflita, tenta esconder de António que gastou boa parte do dinheiro, dizendo que vai saber o que se passa. Matilde obriga Marta a cancelar o jantar com Miguel pois teima em dizer que quer ir viver com o pai. Mais tarde, Marta confessa a Miguel que Duarte se transformou num problema que está a afectar a filha. Isabel sugere a António que vão viver para o Algarve com as crianças e os argumentos que utiliza leva-o a concordar com a ideia. Sandra fica sem quarto, porque Miguel vai cedê-lo às crianças enquanto estiverem em sua casa. Sandra fica incrédula e furiosa quando Miguel lhe diz que terá que dormir com Margarida. António leva Beatriz à consulta de terapia com Inês e deixa a médica preocupada quando diz ter decidido ir viver para o Algarve com os netos, pedindo que não conte a Miguel. António estranha a ausência de Isabel quando regressa da consulta com Beatriz. Simão e Jaime dizem que ela foi fazer compras com uma amiga. Miguel convida Filipe para almoçar, sem perceber que Inês guarda o segredo de António. Marta repreende Matilde por esta continuar a fazer birras por causa do pai, garantindo que Duarte os abandonou para ficar com outra mulher. Matilde chora e acusa a mãe de ser a responsável por isso.                                   |             |                                                     |                                   |                         |              |
| 2.02 | Episódio 21 | Eduarda Laia, Joana Andrade, João Pupo e João Tordo | Duarte Teixeira e Gonçalo Penalva | 30 de Outubro de 2009   | 654 446      |
| Maria e Margarida comentam, impotentes, a tristeza de Miguel com a possibilidade de ver partir os sobrinhos para o Algarve com o avô. António, por seu lado, vê-se aflito ao pequeno-almoço para cuidar dos netos, depois de ter expulsado Isabel de casa. Com a ausência da mulher, chega mesmo a considerar a hipótese de adiar por uns tempos a mudança de casa. António, quando leva Beatriz a mais uma consulta com Inês comunica essa sua decisão à psicóloga. Esta, na primeira oportunidade, conta a Miguel que fica bem mais aliviado. A boa nova dá direito a comemoração no bar do aeródromo onde Margarida convence Jorge a levá-la no primeiro passeio de avioneta. Jorge recusa continuar o tráfico de droga e Margarida acaba por ser atacada depois do seu baptismo de voo. Assustada com as ameaças corre a contar a Jorge o sucedido. O namorado não quer chamar a polícia nem pedir ajuda a Miguel, convencendo Margarida que deve dinheiro a agiotas que agora exigem o reembolso todo de uma vez. Jorge promete resolver toda a situação sem mais sobressaltos. Marta é chamada ao colégio dos filhos porque Matilde baixou muito as notas e tem alterações agressivas de comportamento. Marta não consegue lidar com Matilde que persiste na ideia de ir viver com o pai e a discussão entre as duas é inevitável. Em desespero de causa, Marta pede ajuda a Miguel que não hesita em sair de casa a meio da noite, para grande irritação de Sandra. O cirurgião aconselha Marta a permitir que os filhos vejam Duarte com maior frequência. No hospital, Álvaro continua a resistir à cirurgia do joelho mas obriga Miguel a fazer nova operação a Nini, uma viciada em operações plásticas. Para espanto geral, Lourenço mostra-se solidário com Miguel.                                                                               |             |                                                     |                                   |                         |              |
| 2.03 | Episódio 22 | Eduarda Laia, Joana Andrade, João Pupo e João Tordo | Duarte Teixeira e Gonçalo Penalva | 6 de Novembro de 2009   | 738 891      |
| O acidente de Jaime não passou de um susto e Filipe, observando-o no hospital, confirma que a criança teve apenas uma luxação quando chocou com um carro, durante a discussão de Miguel com Isabel. Miguel sente-se culpado pelo sucedido e desabafa com Filipe que o melhor é afastar-se temporariamente dos três irmãos. António ficou também preocupado com o acidente e decide adiar, por uns tempos, a mudança para o Algarve. Propõe a Isabel levar os netos a acampar no fim-de-semana para os ensinar a pescar, na esperança que Simão, Jaime e Beatriz fiquem convencidos que o melhor para todos é uma mudança para uma cidade mais calma. Isabel, matreira, finge acolher de bom grado a opção do marido. As crianças acabam por ficar radiantes com o programa proposto pelo avô e também com os relógios que ele lhes oferece. Margarida quer ajudar Jorge a pagar as suas dívidas e recorre aos pais, que já não via há largo tempo, depois de ter saído de casa para se libertar da pressão que eles exerciam sobre si. Afinal Margarida nasceu em berço de ouro e provém de uma família rica. O pai, Augusto, acusa-a de ter abandonado a família, mas aceita emprestar-lhe o dinheiro, com a condição de saber a que se destina. A mãe, Rosário, acrescenta como condição que Margarida volte para casa, o que ela recusa, ficando sem solução para ajudar Jorge. Francisca, Matilde e Diogo regressam a casa de Marta, radiantes com o tempo que passaram com o pai. Duarte convence Marta a deixar os filhos passarem mais tempo consigo. Na ausência das crianças, Marta convida Miguel para jantar e acabam por passar a noite juntos. |             |                                                     |                                   |                         |              |
| 2.04 | Episódio 23 | Eduarda Laia, Joana Andrade, João Pupo e João Tordo | Duarte Teixeira e Gonçalo Penalva | 13 de Novembro de 2009  | 907 780      |
| Miguel e o hospital estão a contas com um processo judicial movido por uma paciente que ele operou, acusando-o de um erro médico. Luna submeteu-se a implantes mamários, queixando-se que a sua má colocação a fez perder uma importante campanha publicitária como modelo. Miguel recusa responsabilidades e é representado na sua defesa por João Branco, um dos advogados da Vasconcelos, Brito e Associados. Numa audiência preliminar, Luna rejeita a indemnização que, apesar de tudo, é proposta e o caso segue para julgamento. No hospital, Lourenço tenta tirar vantagem da situação delicada de Miguel, mas Álvaro não vai na conversa e coloca-o a substituir Miguel no bloco operatório, enquanto durar o processo. Por outro lado, Lourenço e Natália, estão incomodados pelas perguntas que os colegas fazem sobre a sua relação, mas não resistem a marcar novo encontro amoroso. Margarida tenta tudo para pagar a dívida de Jorge e assim ajudar o namorado. Não conseguindo que o pai ceda em dar-lhe o dinheiro, recorre à irmã. Helena está de férias e só dentro de três semanas regressa, para desespero de Margarida. Jorge, por seu lado, não gosta da ideia de mais uma pessoa ficar a saber da sua situação. Margarida regressa a casa desanimada e acaba por desabafar com Maria, revelando que não é, afinal uma babysitter e que o seu passado já é do conhecimento das crianças. Miguel, cheio de saudades de Simão, Beatriz e Jaime, consegue convencer António a deixar que os netos lanchem com o tio adoptivo. A brincadeira reina, mas Jaime, movido pelo ciúme e aproveitando uma oportunidade a sós com Sandra, diz-lhe que por si, ela e Miguel nunca teriam um filho. |             |                                                     |                                   |                         |              |
| 2.05 | Episódio 24 | Eduarda Laia, Joana Andrade, João Pupo e João Tordo | Duarte Teixeira e Gonçalo Penalva | 20 de Novembro de 2009  | 870 836      |
| António e Isabel vão ao Algarve ver a casa em que tencionam viver no futuro com os três netos. Apesar disso, Simão, Jaime e Beatriz estão tão entusiasmados por irem passar o dia com o tio Miguel, que nem dão importância ao assunto. No hospital, Álvaro está mais irascível do que é normal e, cruzando-se com Miguel e Filipe, exige menos conversa e mais trabalho. Mais à frente faz o mesmo com Lourenço e Natália que combinam um fim-de-semana romântico em Florença. Quando se prepara para ir buscar os sobrinhos adoptivos, Miguel é impedido por Álvaro que o obriga a assisti-lo numa cirurgia. Margarida vai então buscar Simão, Jaime e Beatriz, não sem que antes provoque uma vez mais Sandra, dizendo para que não abra a porta a estranhos. Mal sabe Margarida o que está para acontecer. Na sua ausência, Sandra abre mesmo a porta a um desconhecido, Luís, que se disfarça de técnico de televisão, com o objectivo de sequestrar quem está em casa. No hospital, Victor, disfarçado de homem das limpezas, introduz-se no gabinete de Miguel esperando pacientemente que ele regresse da cirurgia, para dar início ao seu plano de chantagem. Ao mesmo tempo, Margarida entra em casa com os miúdos e Luís não perde tempo, amarrando todos para que não criem problemas. Miguel regressa ao seu gabinete e é apanhado de surpresa por Vítor, nem mais nem menos que um antigo colega de orfanato, mal tratado pela vida, que agora lhe quer extorquir trezentos mil euros, ameaçando a família, se a transferência bancária não se realizar rapidamente. Em casa de Miguel a situação piora minuto a minuto. |             |                                                     |                                   |                         |              |
| 2.06 | Episódio 25 | Eduarda Laia, Joana Andrade, João Pupo e João Tordo | Duarte Teixeira e Gonçalo Penalva | 27 de Novembro de 2009  | 934 169      |
| Depois da situação de sequestro que ocorreu em casa de Miguel, Inês faz-lhe sentir que seria importante Sandra realizar uma sessão de psicoterapia, uma vez que está mais fragilizada devido à gravidez. Inês acrescenta que Simão, Jaime e Beatriz vão ter essa consulta por iniciativa do avô António. Miguel fica logo entusiasmado com a ideia de rever os sobrinhos, ainda que seja no hospital. António comenta com Isabel que vai levar os netos à consulta de Inês, mas a mulher mostra-se imediatamente contra, avisando que Miguel pode voltar a fazer das suas. Isabel diz que vai sair com Lili e António aproveita para lhe lembrar que está na altura de Lili devolver o dinheiro que supostamente lhe deve. Isabel fica aflita, pois sabe que foi ela a gastá-lo. Sandra está impossível de aturar e não se cansa de lamuriar que está muito doente, reclamando a presença de Miguel, para desespero de Maria que já não sabe o que fazer para acalmá-la. Margarida regressa, entretanto, a casa e deixa Sandra ainda mais furiosa pois não lhe presta atenção, saindo de seguida. Maria aproveita e segue-lhe os passos. Miguel fica retido no hospital porque Maria José, uma paciente que ele tinha operado recentemente, entrou nas urgências com problemas respiratórios. As causas da doença não são fáceis de descobrir e a reputação de Miguel chega a ser posta em causa por Álvaro e por Bernardo que tenta fazer igualmente um diagnóstico. Miguel afasta desde logo qualquer responsabilidade no que sucedeu a Maria José. O problema não escapa a Lourenço que não perde a oportunidade de sugerir uma eventual falha de Miguel na cirurgia. Sandra não se conforma com Miguel, que em vez de jantar em casa como prometido, vai apenas mudar de roupa, pois tem de voltar para o hospital para acompanhar a sua doente.           |             |                                                     |                                   |                         |              |
| 2.07 | Episódio 26 | Eduarda Laia, Joana Andrade, João Pupo e João Tordo | Duarte Teixeira e Gonçalo Penalva | 11 de Dezembro de 2009  | 828 613      |
| Jaime tem pesadelos e António fica preocupado com o neto, associando esta perturbação à mudança de casa que se aproxima. António começa a duvidar que a ida para o Algarve seja a melhor solução e Simão, percebendo a hesitação do avô, diz que nem ele nem os irmãos Jaime e Beatriz, desejam essa mudança. Isabel intervém e contraria o pedido das crianças. Mais tarde volta ao assunto quando está a sós com António, mas o marido não se deixa levar com falas mansas e responde com dureza a Isabel, acrescentando que teme um recurso de Miguel para o tribunal para recuperar a guarda das crianças. Sandra continua a fazer-se mais debilitada do que na realidade está, e Miguel condescende em ir com ela ao fim do dia, fazer umas compras para o filho de ambos, que está para nascer. Margarida consegue que a sua irmã Helena empreste o dinheiro que Jorge precisa para resolver os seus problemas financeiros. No entanto, sem que Margarida saiba, Helena coloca como condição a Jorge que rompa o namoro com a irmã. Em troca não precisará de devolver o dinheiro que lhe está a ser emprestado. Jorge acaba por aceitar contrariado e combina um encontro com o traficante, para liquidar a sua divida. Margarida liga para Jorge mas este não atende a chamada, cumprindo a exigência de Helena. Miguel e Filipe embaraçam Natália e Lourenço, pois querem saber a todo o custo se existe algum relacionamento entre eles. Ao deixarem a sala de convívio cruzam-se com Álvaro que está pior do joelho, mas insiste em recusar a intervenção cirúrgica. Álvaro faz-se de forte e diz que ele próprio vai operar uma paciente. Aguenta com dificuldade tanto tempo em pé e, para além de ter de recorrer a analgésicos, sai do bloco em cadeira de rodas.                                                                               |             |                                                     |                                   |                         |              |
| SEGUNDA SÉRIE (produção de vinte e seis episódios no segundo semestre de 2008) |             |                                                     |                                   |                         |              |
| 2.08 | Episódio 27 | Eduarda Laia, Joana Andrade, João Pupo e João Tordo | Duarte Teixeira e Gonçalo Penalva | 18 de Dezembro de 2009  | 918 336      |
| Filipe brinca com um cubo mágico enquanto Miguel comenta com ele a história de vida de Margarida que descobriu depois de ter sido visitado por Augusto. Filipe brinca com os incidentes em que a vida de Miguel tem sido fértil. Natália surge entretanto na sala de convívio e enfrenta as piadas sobre a suspeita do relacionamento com Lourenço. Vinga-se roubando o cubo mágico a Filipe. Margarida força Jorge a explicar-lhe porque a tem ignorado. O namorado, preso ao compromisso que assumiu com Helena, mantêm-se distante e força a que Margarida deixe o aeródromo banhada em lágrimas. António está nostálgico com a mudança iminente para o Algarve e exige a Isabel que lhe dê tranquilidade para se despedir da sua casa. No colégio, Francisca e Simão estão tristes com a separação que se aproxima e Simão chega mesmo a dizer que preferia ser raptado. Francisca alerta Marta para a confissão de Simão e a mãe avisa Miguel. Beatriz, por seu lado, confidencia a Inês, na consulta de psicoterapia, que prefere fugir com os irmãos a ir para o Algarve com o avô. Apesar de alertado por Inês. António mantém-se irredutível, mantendo a sua decisão. A psicóloga fica preocupada e também alerta Miguel. No hospital, Lourenço e Natália ensaiam beijar-se e quase são surpreendidos por um enfermeiro. Para disfarçar falam do cubo mágico desviado a Filipe e que agora está nas mãos de Lourenço. Miguel tenta brincar com o rival mas Lourenço não está para graças e devolve as provocações dizendo a Miguel preocupar-se com os sobrinhos que está prestes a perder. Miguel quase perde a cabeça mas não chega a agredir Lourenço. |             |                                                     |                                   |                         |              |
| 2.09 | Episódio 28 | Eduarda Laia, Joana Andrade, João Pupo e João Tordo | Duarte Teixeira e Gonçalo Penalva | 1 de Janeiro de 2010    | 643 212      |
| Ao pequeno-almoço, Miguel repara que Margarida está triste. Depois de alguma insistência, Margarida acaba por se queixar da indiferença de Jorge. Ao ver Margarida magoada, Miguel vai ao aeródromo pedir satisfações ao amigo mas, Jorge recusa-se a dar explicações e a discutir o assunto. Miguel teme que Jorge queira acabar com Margarida sem ter coragem para o fazer e avisa-o que não deve fazer sofrer Margarida. No hospital, onde por intermédio de Miguel conseguiu emprego como auxiliar, Margarida vai ajudar o enfermeiro Nuno a mudar o penso a um doente mas, assim que vê o sangue desmaia. A notícia rapidamente se espalha por todo o hospital e Lourenço chama Margarida para lhe pregar um raspanete e avisá-la que se continuar assim, a desmaiar sempre que vê sangue, não pode continuar a trabalhar no hospital. Matilde exige que a mãe, a deixe ir dormir a casa do pai, uma vez por semana. Marta não permite. Matilde fica furiosa e acaba mesmo por dizer à mãe que não gosta dela, que ela é má e que não quer continuar a viver com ela. Já em casa, Miguel tenta animar Margarida pelo que se passou no hospital mas esta confessa que não tem jeito e que não nasceu para trabalhar num hospital. Lourenço pede desculpa a Natália por ter entrado na copa e sem que ela se apercebesse a ter agarrado pela cintura, cheirando-lhe o pescoço. Natália aceita as desculpas, mas lembra-lhe que é perigoso porque alguém podia ter entrado. Jorge telefona a Margarida e pede-lhe que vá ter com ele ao bar. A conversa não corre como Margarida esperava porque Jorge, sem contemplações, confessa que esteve com uma antiga namorada e que por isso está tudo acabado entre eles. Margarida sai do bar a chorar, nunca mais o querendo ver pela frente. Desesperada, perante a atitude da filha, Marta queixa-se a Miguel. |             |                                                     |                                   |                         |              |
| 2.10 | Episódio 29 | Eduarda Laia, Joana Andrade, João Pupo e João Tordo | Duarte Teixeira e Gonçalo Penalva | 8 de Janeiro de 2010    | 709 425      |
| Sandra espera com ansiedade o dia da realização da ecografia enquanto Margarida, depois de ter desmaiado por ver sangue, se prepara para o seu novo trabalho, no hospital. Duarte aparece inesperadamente no trabalho de Marta e exige falar com ela sobre as consultas de Matilde no psicólogo. António teme que Miguel descubra que o dinheiro dos miúdos foi usado e pergunta a Isabel se já pediu à Lili o dinheiro que lhe emprestou. A pequena Francisca quer que Simão lhe dê um beijo na boca e quer saber quando é que ele pretende fazê-lo. Simão fica surpreendido e não consegue disfarçar. Francisca lembra que são namorados e é isso que os namorados fazem mas, Simão, confessa que precisa de tempo para se habituar à ideia. Lili conta a Isabel que encontrou Lúcio, antigo namorado da amiga que entretanto enviuvou. Lúcio perguntou por Isabel e combinou com Lili encontrarem-se no baile. Filipe confessa a Miguel que nunca mais aconteceu nada com a namorada Inês desde que ela descobriu que ele é casado. Miguel aconselha o amigo a divorciar-se para acabar com o mal-estar mas, Filipe tem receio que o divorcio o afaste dos filhos. Lourenço faz as pazes com Natália e convida-a para passar férias, com ele, como amigos, no Brasil. Simão continua preocupado com o pedido que a namorada lhe fez e confessa a Jaime que tem receio de não saber beijar Francisca. Lili e Isabel vão ao baile onde está Lúcio, acompanhado do amigo Salomão. Lúcio convida Isabel para dançar e Salomão vai dançar com Lili. Entretanto, em casa, sem Isabel, António prepara o jantar para os miúdos. Quando Isabel chega queixa-se de dores de cabeça e vai para o quarto, sem jantar e sem dar explicações sobre onde esteve. A atitude de Isabel deixa António desconfiado.                                                           |             |                                                     |                                   |                         |              |
| 2.11 | Episódio 30 | Eduarda Laia, Joana Andrade, João Pupo e João Tordo | Duarte Teixeira e Gonçalo Penalva | 15 de Janeiro de 2010   | 907 780      |
| Margarida chega a casa de Miguel já pela manhã, quando Maria prepara o pequeno-almoço, depois de uma noite passada com Nuno. Miguel tenta consolar Sandra que não pára de chorar, garantindo que nunca ficará sozinha mas ela insiste que se Miguel não ficar com ela, como um casal, então não quer ter a criança. Duarte, exaltado, faz uma visita surpresa a Marta no jornal para a acusar Miguel de tudo o que se está a passar com Matilde e ameaça tomar medidas em tribunal se Marta não afastar o médico da vida dela. Pedro, o filho de Filipe dá entrada no hospital com um braço partido e é assistido por Miguel e Inês, porque o pai está numa cirurgia. Como Laurinda, a mãe tem de ir trabalhar, Inês, a namorada de Filipe, oferece-se para tomar conta dele. Com perguntas enigmáticas, Laurinda tenta perceber junto de Miguel, quem é Inês mas, este nada diz. Sandra está desesperada e desabafa com Maria sobre a possibilidade de ter um filho deficiente. Apesar de Miguel querer que a gravidez vá até ao fim, Sandra está com dúvidas. Depois da discussão com Marta, Duarte cai em si e liga-lhe a reconhecer que se o melhor para Matilde é ir ao psicólogo, então deve ir. Marta desconfia de tanta compreensão. Sandra informa Miguel que vai passar a noite em casa da amiga Marília. Marília regressa ao hospital para ir buscar o filho e Filipe confessa que tem tido muitas saudades dos filhos, interrogando-se como vai ser quando um deles encontrar alguém e se quiser divorciar. Laurinda tranquiliza-o ao concordar com a guarda partilhada. E, porque há coisas que só as mulheres percebem, Laurinda ainda o surpreende mais ao concluir que Inês lhe parece uma pessoa equilibrada e que ele deve tomar uma atitude para ser feliz.                                                                                 |             |                                                     |                                   |                         |              |
| 2.12 | Episódio 31 | Eduarda Laia, Joana Andrade, João Pupo e João Tordo | Duarte Teixeira e Gonçalo Penalva | 22 de Janeiro de 2010   | 818 058      |
| Depois de ter desaparecido sem dizer nada, Sandra regressa a casa e fecha-se no quarto. Miguel promete viver só para o filho e para Sandra mas, ela ainda trancada no quarto, acaba por lhe dizer que perdeu o filho espontaneamente. Miguel fica arrasado e Sandra lembrando que já nada mais os une, sai de casa. Lourenço continua a ignorar Natália e apesar dos apelos e das insinuações, o médico resiste e insiste que não quer ter uma relação só pelo sexo. O romance entre Isabel e Lúcio vai crescendo. Isabel vai novamente ao baile para dançar com o ex-namorado e desta vez mente ao marido dizendo que está com uma amiga doente, para poder ficar até mais tarde com Lucio. Miguel conta a Margarida e Filipe que Sandra abortou e que se sente culpado por não ter levado nada a sério.Marta também não se consegue concentrar no artigo que está a escrever e recebe o apoio de Lucas, fotógrafo do jornal que está interessado nela e que desde há muito se tem mostrado disponível para a ajudar. Miguel trata mal uma doente, insultando-a e deixando-a sozinha no gabinete da consulta. Inês tenta consolar Miguel. Margarida conta a Marta que Sandra abortou espontaneamente na esperança que a ex-namorada ajude Miguel a recuperar. No entanto, Marta rejeita ajudar Miguel para proteger os filhos. Álvaro pede justificações a Miguel pela forma como tratou a doente lembrando-lhe que os problemas devem ficar em casa. Jorge continua a tentar falar com Margarida mas esta não atende os telefonemas. |             |                                                     |                                   |                         |              |
| 2.13 | Episódio 32 | Eduarda Laia, Joana Andrade, João Pupo e João Tordo | Duarte Teixeira e Gonçalo Penalva | 5 de Fevereiro de 2010  | 712 502      |
| Depois do desastre da relação com Marta e da perda do filho com Sandra, Miguel está destroçado. Fica uma semana sem dormir em casa e diariamente chega ao hospital num estado lastimável, com a roupa da véspera e de óculos escuros. Filipe tenta chamá-lo à razão mas Miguel não lhe liga. Lucas continua a esbanjar charme para cima de Marta. António confessa a Mário que suspeita que está a ser enganado pela mulher mas tem receio de tomar uma atitude. Entretanto, Lúcio convence Isabel a acabar com o casamento para ficar com ele. Filipe continua indeciso sobre o divórcio. Pedro, o filho, vai ao hospital fazer uma radiografia ao braço partido e Laurinda dá-lhe os papéis do divórcio pedindo-lhe que os assine. Filipe hesita, deixando Laurinda confusa sem perceber do que é que Filipe tem medo e porque é que não aproveita a oportunidade para ficar com Inês. Marta pede a Carmo para ir buscar os filhos à escola porque tem de ficar até mais tarde no jornal. Contudo, quando Carmo chega, Duarte já lá está para levar os filhos, adiantando que Marta está a par de tudo. Mas não é verdade e, por isso Marta quando se apercebe do que aconteceu exige que Duarte leve os filhos a casa ameaçando chamar a polícia. Jorge intensifica as investidas e vai ao hospital tentar falar com Margarida que rejeita qualquer tipo de conversa. Duarte leva os filhos a casa de Marta e manifesta saudades dos tempos em que eram uma família. Duarte acaba por beijar a ex-mulher. Marta rejeita o beijo e dá-lhe um estalo. À espreita, Matilde assiste a tudo e fica com raiva da mãe. Miguel prossegue na sua escalada de auto destruição e leva duas namoradas para casa que ficam até à manhã seguinte, fazendo com que o médico chegue atrasado às consultas.                                                                  |             |                                                     |                                   |                         |              |
| 2.14 | Episódio 33 | Eduarda Laia, Joana Andrade, João Pupo e João Tordo | Duarte Teixeira e Gonçalo Penalva | 12 de Fevereiro de 2010 | 802 224      |
| António sente-se perdido com a saída de Isabel de casa e a obrigação de cuidar dos três netos. Apesar deles tentarem confortar o avô, garantindo que Isabel não faz falta nenhuma, António sabe que por mais amor que tenha aos netos não lhes está a proporcionar o lar que eles precisam e, por isso, vai ter de tomar uma decisão. Para bem do relacionamento com os filhos, Duarte concorda em ir com Marta à psicóloga. Inês aconselha o casal a fazer cedências parte a parte, evitando assim que os filhos sirvam de pretexto para as brigas entre eles. Jorge continua a fazer das suas. No bar negoceia com um homem a venda de peças de arte sacra roubadas. Longe de suspeitar o que se passa, Margarida depois de fazer as pazes com Jorge começa a frequentar mais assiduamente o bar, mas só como amigos. Aliás prontifica-se mesmo a tomar conta do bar, enquanto Jorge vai fazer um voo nocturno. Filipe tem mais uma crise de insegurança porque, depois de Inês lhe garantir que não pretendia casar com ele, acha que ela não gosta suficientemente dele. Inês, já com alguma falta de paciência tenta tranquilizá-lo, garantindo que o adora e que ele não tem defeito nenhum. Ao hospital chega Raquel, a nova chefe da cirurgia. Álvaro mostra o hospital e apresenta os médicos mas não consegue que Miguel esteja disponível para conhecer a nova chefe. Miguel que já a tinha visto a acompanhar Álvaro, pensa que se trata de uma paciente e ao passar por ela, apresenta-se e começa logo a sugerir-lhe um lifting às rugas da cara, ao que Raquel acaba por responder que gosta delas assim para impor respeito e imediatamente se apresenta como nova chefe da cirurgia. |             |                                                     |                                   |                         |              |
| 2.15 | Episódio 34 | Eduarda Laia, Joana Andrade, João Pupo e João Tordo | Duarte Teixeira e Gonçalo Penalva | 19 de Fevereiro de 2010 | 939 447 (‡)  |
| Simão, Beatriz a Jaime convencem o avô António a levá-los à visita da prisão onde Margarida está, acusada de tráfico e roubo de arte sacra. As crianças pedem-lhe para que volte depressa para tomar conta delas, agora que vão viver com o tio. Miguel, no entanto, não vai estar em casa para os receber porque Álvaro exige que ele o acompanhe a um congresso internacional de cirurgia estética. Como vai ficar fora três dias e Margarida está em prisão preventiva, Miguel contrata uma babysitter através de uma agência e deixa a Maria, a empregada, a responsabilidade de receber a desconhecida. Raquel, a nova chefe da cirurgia, instala-se no seu novo gabinete onde coloca a fotografia dos cães, a quem chama filhos. Através de uma amiga, Natália descobre que no outro hospital onde estava, Raquel era conhecida pela generala e, por isso, vai desde logo adiantando a Lourenço que não vale a pena continuar a dar-lhe graxa porque ela é daquelas pessoas que não gosta de ninguém. A nova babysitter não causa boa impressão junto dos miúdos que acham a sua figura assustadora. Bia, assim se chama, tem carapinha afro e um ar pouco cuidado. Na primeira noite, os miúdos começam a imaginar serpentes a sair dos cabelos de Bia e resolvem trancar-se no quarto e montar vigia toda a noite, com medo de algum ataque. Lucas vai buscar Marta a casa para irem fazer uma reportagem e como os miúdos não estão aproveita a oportunidade a sós para a beijar. Quando chega a casa de Marta para entregar os miúdos, Duarte repara numa lente de uma máquina fotográfica e num cartão de memória e desconfia. A polícia continua a insistir com Margarida para que confesse não acreditando que ela não sabe de nada sobre o tráfico de arte sacra em que Jorge andava metido.                                                     |             |                                                     |                                   |                         |              |
| 2.16 | Episódio 35 | Eduarda Laia, Joana Andrade, João Pupo e João Tordo | Duarte Teixeira e Gonçalo Penalva | 26 de Fevereiro de 2010 | 733 613      |
| Mário arranca António de casa para irem à pesca. Sem Isabel e sem os netos, António sente-se só e triste. Contudo, a alegria chega ao rosto de António, quando Miguel telefona a dizer que Jaime, Simão e Beatriz querem ir à pesca com o avô. Bia e Margarida continuam a disputar o lugar de babysitter, tentando agradar aos miúdos da melhor forma, através da comida e dos programas de lazer, sem que Miguel consiga por cobro à contenda entre elas. A situação agrava-se de tal forma que até durante uma operação Miguel é incomodado por Margarida para que tome uma decisão, levando Raquel, a chefe de cirurgia a retirar o telemóvel ao cirurgião. Miguel não quer tomar uma decisão, quer que as duas raparigas se entendam. Margarida chega a pensar que Miguel deixou de confiar nela mas Maria, a empregada, lembra-lhe que se calhar, para os miúdos, Margarida já é mais do que uma babysitter, é uma amiga e Bia é uma profissional que impõe outros métodos e regras que também fazem falta. Raquel obriga Miguel a acompanhar e dar formação a um estagiário, com a obrigação de apresentar relatórios diariamente. Marta tem de levar os miúdos para o trabalho e Lucas oferece-se para tomar conta deles. Sentindo que tem de dar novo rumo à sua vida, Margarida propõe tornar-se sócia de Miguel no bar do aeródromo onde trabalhava Jorge e que tem estado fechado desde que Jorge foi preso. Filipe começa a ter ciúmes de Frederico, o novo estagiário de Miguel. De tal forma que o hostiliza, frente a Inês. A namorada acusa-o de ciúmes infantis e Filipe, furioso, pergunta-lhe se quer acabar. Inês concorda. |             |                                                     |                                   |                         |              |
| 2.17 | Episódio 36 | Eduarda Laia, Joana Andrade, João Pupo e João Tordo | Duarte Teixeira e Gonçalo Penalva | 5 de Março de 2010      | 770 558      |
| Margarida está muito atarefada com a abertura do bar do aeródromo e um pouco atrapalhada porque não percebe muito de bebidas e fornecedores. Marta está cheia de trabalho e Lucas oferece-se para ir buscar os miúdos. Lourenço convida Natália para almoçar mas ela não aceita, o que leva o médico a perguntar-lhe se tem outra pessoa. Natália recusa dar satisfações da sua vida e Lourenço fica pior do que estragado, acusando-a de ser oportunista. Miguel prepara-se para sair do hospital, porque já não tem doentes para atender mas Raquel obriga-o a ficar e a cumprir o horário, dando formação a Frederico. Contudo, Miguel quer é ir dormir e, apesar da resistência do estagário, encaminha Frederico para a enfermaria, onde está Lourenço. Marta começa a ficar impaciente porque Lucas não chega e não atende o telefone. Entretanto chega à redacção a notícia de um grave acidente na auto-estrada de Cascais envolvendo um autocarro que se despistou e foi embater em vários ligeiros. O número de feridos é tão grande que há a necessidade de distribuir os acidentados por vários hospitais. Ao hospital onde trabalha Miguel chega Lucas que é imediatamente operado por Miguel. Miguel reconhece-o já em plena sala de operações e pensa em Marta. A operação, apesar de algumas contrariedades, termina bem. Frederico, o estagiário porta-se muito bem e, por isso, é elogiado. Os feridos não param de chegar. Entre eles está Francisca, que Filipe identifica imediatamente. Francisca sofreu um traumatismo craniano. Matilde e Diogo também vão para o mesmo ao hospital mas só tem arranhões. Marta recebe um telefonema do hospital a avisar da presença dos filhos e comunica a Duarte o que se passou. |             |                                                     |                                   |                         |              |
| 2.18 | Episódio 37 | Eduarda Laia, Joana Andrade, João Pupo e João Tordo | Duarte Teixeira e Gonçalo Penalva | 12 de Março de 2010     | 681 048      |
| Margarida vai definitivamente tomar conta do bar e, para tristeza dos miúdos, sai da casa de Miguel. A ex-recepcionista está a preparar uma festa de inauguração à moda dos anos 70, com muita cor, flores e animação. Estão todos convidados, incluindo Bia. Depois do acidente, Lucas já está curado e sai do hospital, agradecendo a Miguel o que fez por ele. Marta, a colega e namorada vai buscá-lo. Miguel rejeita tratar de uma paciente viciada em plásticas. Nini fez 5 cirurgias, nos últimos 18 meses e corre sérios riscos se voltar a ser operada. Miguel tenta demovê-la mas ela insiste e Miguel desculpa-se com uma agenda cheia. Raquel oferece-se para a atender e chama Álvaro que apesar dos riscos aceita que a cirurgia seja feita, logo no dia seguinte e sem os exames de diagnóstico habituais, uma vez que os últimos ainda são recentes. Nini garante que está bem fisicamente. Miguel ainda tenta advertir Raquel para os riscos da operação mas de nada vale. Filipe começa a ler um livro de auto ajuda e a tomar atitudes estranhas. De tal forma que elogia Frederico, o seu rival amoroso, frente a Inês. Esta, claro, fica surpreendida. Miguel pede a Inês que ajude Filipe porque não é normal a sua atitude positiva a toda a hora, como se nada o afectasse. Mas, Inês não quer continuar a preocupar-se com Filipe. A operação de Nini corre mal. Quinze minutos depois de começarem, a paciente tem um AVC. Raquel fica devastada e nem mesmo o apoio de Álvaro, afastam a culpa que carrega. A chefe da cirurgia que tem sido rejeitada desde que chegou sente que a sua posição ficará fragilizada. Lourenço não perde tempo em criticar Raquel. Margarida vai com os miúdos às compras para terem roupas adequadas ao tema da festa.                                                                               |             |                                                     |                                   |                         |              |
| 2.19 | Episódio 38 | Eduarda Laia, Joana Andrade, João Pupo e João Tordo | Duarte Teixeira e Gonçalo Penalva | 19 de Março de 2010     | 643 212      |
| Marta avisa os filhos que ficarão com Carmo até mais tarde porque ela vai dar o jantar a Lucas que ainda se encontra em convalescença, depois do acidente. Duarte cada vez tem menos tempo para os filhos, justificando-se com coisas que estão combinadas. Filipe prossegue com os preceitos da auto-ajuda, tornando-se cada vez mais insuportável para os colegas. Natália diz-lhe mesmo que ele está em auto-negação dos problemas. Mas ele não desiste e mais uma vez fala com Inês tentando convencê-la que no seu interior se produziu uma mudança que o leva agora a sentir-se preparado para partilhar tudo com ela. Inês, contudo, não está interessada e, por isso, a única coisa que mostra é impaciência. Miguel lança uma campanha de charme que tem por destinatária, Natália. Tenta seduzi-la a cada esquina, lançando constantes piropos. Inicialmente, Natália parece indiferente mas, depois, acaba por aceitar um convite para jantar. O encontro começa e termina na casa de Miguel. Quando ambos estão envolvidos, no quarto, Natália lança a palavra fatal: amo-te. Miguel pára imediatamente e não consegue prosseguir. Natália nem quer acreditar na criancice de Miguel e vai-se embora, deixando-o frustrado. Natália comenta com Inês o que se passou, sem que se apercebam que Lourenço está a ouvir. Filipe prossegue a sua cruzada e chega ao ponto de pedir desculpa a Frederico por ter sido desagradável quando o via com Inês. Frederico acaba por confessar à psicóloga que Filipe está sempre a persegui-lo e que está com medo. O colégio dos sobrinhos de Miguel e dos filhos de Marta decide fazer um teatro com a participação de alunos e encarregados de educação. |             |                                                     |                                   |                         |              |
| 2.20 | Episódio 39 | Eduarda Laia, Joana Andrade, João Pupo e João Tordo | Duarte Teixeira e Gonçalo Penalva | 26 de Março de 2010     | 690 507      |
| Frederico vê o seu nome marcado no quadro das cirurgias para realizar uma lipoaspiração. Nesta sua primeira cirurgia será assistido por Miguel. Natália sente-se ameaçada pelas mulheres que rodeiam Miguel e acha mesmo que a chefe da cirurgia, Raquel, está interessada no médico. Lucas regressa ao trabalho ainda com o braço ao peito e não fica muito satisfeito quando percebe que Marta vai participar na peça que os filhos estão a preparar na escola, juntamente com Miguel. Durante a lipoaspiração, Miguel atende o telemóvel e sai da sala. Frederico começa a ficar apreensivo e acaba por fazer asneira, furando a parede abdominal da paciente. Miguel ainda chega a tempo de corrigir a situação e evitar o pior mas não se livra de um inquérito interno e de ser chamado à administração. Margarida arranja um novo instrutor de sky surf para o aeródromo e no primeiro dia de aulas, salta com Miguel com um único para quedas. Ao terminar, Margarida fica delirante e agradecida. De tal forma que decide na hora que se quer tornar instrutora. Miguel prontifica-se para lhe oferecer o curso de iniciação. De tão feliz que se sente, Margarida beija Miguel no rosto, no momento em que Natália entra no bar. Filipe regressa ao estado normal e comenta com Inês em tom crítico o que se passou no bloco operatório. Lourenço também não deixa passar em claro o deslize de Miguel e tenta convencer Frederico que Miguel nunca irá assumir a culpa, deixando cair o estagiário em desgraça. Mário e António vão numa excursão à Nazaré para comer caldeirada e fazer a corte a algumas senhoras. |             |                                                     |                                   |                         |              |
| 2.21 | Episódio 40 | Eduarda Laia, Joana Andrade, João Pupo e João Tordo | Duarte Teixeira e Gonçalo Penalva | 2 de Abril de 2010      | 614 835      |
| Inês preocupada com Filipe porque desde que ele se demitiu do hospital não deu notícias, pergunta a Miguel se sabe do amigo. Miguel tem falado algumas vezes com Filipe ao telefone e acha que ele está mesmo a bater no fundo, apesar de tentar disfarçar, fazendo parecer que está tudo bem. António está em baixo por causa do divórcio e Mário, o amigo, tenta animá-lo dizendo-lhe que agora deve partir para outra. António tem saído com Clarisse, uma senhora que conheceu numa excursão à Nazaré e Mário lembra-lhe isso. Miguel, em casa, ensaia com os sobrinhos a peça, West Side Story que vai ser representada por encarregados de educação e alunos. O mesmo faz Marta, em sua casa, juntamente com filhos. Depois do ensaio, Miguel adormece ainda envolvido pelo espírito e pela história de amor de West Side Story e sonha com o hospital, onde tal como na peça há dois grupos rivais, interpretados por médicos, enfermeiros e auxiliares, um liderado por Lourenço com Frederico e Natália e outro liderado por Filipe com Inês e Margarida. Miguel é Tony, do West Side Story, um jovem gala de brilhantina no cabelo, a quem Filipe vai pedir ajuda para acabar com a briga entre os dois grupos que marcam um duelo pela conquista do hospital para a recepção, sem que Álvaro e Raquel saibam. Pelo meio do sonho, Miguel regressa à casa onde os sobrinhos são personagens do Feiticeiro de Oz. Miguel que como personagem de West Side Story até faz um solo de dança recusa o pedido de Filipe para pôr cobro à briga até conhecer Natália e se apaixonar por ela. Um amor que é instantâneo e recíproco. Mas, no sonho, Natália é irmã de Lourenço que não a deixa aproximar de Miguel. |             |                                                     |                                   |                         |              |
| 2.22 | Episódio 41 | Eduarda Laia, Joana Andrade, João Pupo e João Tordo | Duarte Teixeira e Gonçalo Penalva | 9 de Abril de 2010      | 796 947      |
| Filipe pede ajuda a Miguel para ele lhe trazer os papéis da demissão, evitando assim voltar ao hospital. Mas, Miguel que quer que o amigo continue a lutar e a enfrentar os seus problemas, nomeadamente um eventual encontro com Inês, recusa ajudá-lo. Laurinda também está preocupada com Filipe e sente-se um pouco responsável pela sua infelicidade. De tal forma que pede mesmo a Inês para se encontrar com ela. Bia, chorosa acaba por confessar a Maria que está preocupada por não poder ajudar a avó que está muito doente e muito longe, em Cabo Verde. O hospital está a desenvolver um projecto de investigação em reconstrução facial. Lourenço e Frederico ficam encarregados de acompanhar uma paciente que se deverá submeter a várias cirurgias para recuperar a face. Miguel e Raquel serão responsáveis pela elaboração do artigo científico a publicar. Inicialmente Raquel fica furiosa por ter de trabalhar com Miguel mas, com o passar dos dias aproveita os momentos a sós com o médico para se insinuar e fazer charme. O desejo é tal que acaba mesmo por não resistir. Durante mais um encontro para preparar o artigo, Raquel agarra Miguel, beija-o e abre-lhe a camisa. Estupefacto, Miguel rejeita-a e ela fica furiosa. Frederico fica impressionado com o estado em que se encontra a paciente que está a ser operada mas, ao mesmo tempo, repara como deve ter sido bonita. Nestes pensamentos, acaba por se distrair e Lourenço chama-o à atenção. Esta empatia com a paciente vai permanecer no pós-operatório, com Frederico a tentar dar-lhe conforto e companhia. Matilde repara numas nódoas negras que Beatriz tem nas pernas e que não sabe onde fez. Os filhos de Marta vão lanchar a casa de Miguel e trocam confidências.                                                                                     |             |                                                     |                                   |                         |              |
| 2.23 | Episódio 42 | Eduarda Laia, Joana Andrade, João Pupo e João Tordo | Duarte Teixeira e Gonçalo Penalva | 16 de Abril de 2010     | 822 933      |
| Beatriz sente-se muito cansada depois de ter passado a noite com febre e pede ao tio Miguel para não ir ao colégio. Miguel que volta a reparar nas nódoas negras de Beatriz, dá-lhe uns comprimidos e garante que a irá buscar à escola se piorar. António pede a Miguel para levar os netos e ele acede de imediato até porque sem Bia que está em Cabo Verde de visita à avó, tem que encontrar outra babysitter. Depois de ter sido rejeitada por Miguel, Raquel vai fazer a vida negra ao médico. Marca-lhe uma cirurgia para a manhã e outra para o final da tarde, obrigando-o a ficar no hospital o dia todo e troca-lhe as folgas. Quando pede satisfações, Raquel recusa-se a fazê-lo e Miguel ameaça contar a sua versão dos factos à Administração. A situação agrava-se de tal forma que durante uma operação em que assiste Raquel, Miguel confronta-a e esta expulsa-o. Chamado a intervir, Álvaro pede a Raquel e Miguel para que se entendam mas, a sós, vai adiantando a Raquel que se não sabe resolver os problemas com a sua equipa então é porque não tem capacidade para ser chefe. Frederico continua a acompanhar em permanência e com particular cuidado Simone, a paciente que está a ser submetida a várias cirurgias de reconstrução e descobre que ela tem namorado, um homem que nunca tinha aparecido por não gostar do cheiro do hospital, situação que deixa Frederico surpreendido e abalado nos seus propósitos. Depois da festa no bar e do coma alcoólico de uma das jovens de 14 anos, o bar de Margarida e Miguel é multado em 10 mil euros. Miguel fica furioso e não perdoa a Margarida o facto de não ter conferido os bilhetes de identidade de todos os miúdos. Como se não bastasse, o pai da miúda aparece no bar e anuncia que vai por um processo em tribunal contra o bar.                                    |             |                                                     |                                   |                         |              |

## Terceira Temporada (2010)
Abaixo, estão listados os episódios da terceira temporada de Pai à Força, exibidos entre 17 de Outubro de 2010 e 19 de Dezembro de 2010:
| Ep.# | Título      | Argumento                                           | Realização                        | Transmissão Original   | Espectadores  |
| --- | ----------- | --------------------------------------------------- | --------------------------------- | ---------------------- | ------------- |
| 3.01 | Episódio 43 | Eduarda Laia, Joana Andrade, João Pupo e João Tordo | Duarte Teixeira e Gonçalo Penalva | 17 de Outubro de 2010  | 822 933       |
| Miguel tira uns dias de férias porque não está a conseguir suportar o ambiente no hospital, com as paranóias de Filipe, a bofetada de Natália, depois dele ter confessado que tinha estado com Marta e as atitudes da chefe, Raquel, a fazer-lhe a vida negra por ter sido rejeitada. Margarida salta pela primeira vez de para quedas, a solo. Miguel acompanha-a. Beatriz, continua a sentir-se mal. Tem febre, dores de cabeça e faltam-lhe forças. Apesar disso vai para o colégio. Contudo, durante o intervalo acaba por desmaiar. Miguel é chamado e leva a sobrinha imediatamente para o hospital. Enquanto António fica encarregue de ir buscar os outros dois irmãos. Miguel chega ao hospital, com Beatriz nos braços e vai directamente para o seu gabinete onde aguarda pelo pediatra, sem responder a Raquel que lhe pede explicações e negando a ajuda de Natália. Margarida é convidada por Joana, a jovem que ficou em coma alcoólico no bar e pelo pai para ir falar a uma associação de pais e filhos que lidam com problemas, como o álcool na juventude mas, a primeira abordagem, não corre bem. Margarida é enxovalhada por alguns jovens que não querem ouvir o que ela tem para dizer. Raquel não dá tréguas a Miguel e insiste para saber se vai continuar de férias ou se vai trabalhar. Miguel informa que pretende ficar o tempo que for necessário para acompanhar a sobrinha e Raquel ameaça-o com um processo disciplinar. Beatriz é vista pelo pediatra que aconselha o internamento para que se possam fazer exames mais profundos. Lucas chega ao jornal bêbado. Marta tenta chamar-lhe à atenção mas perante a reacção dele e sobretudo depois de se queixar que ela tem paciência para todos, menos para ele, desiste.                                                                         |             |                                                     |                                   |                        |               |
| 3.02 | Episódio 44 | Eduarda Laia, Joana Andrade, João Pupo e João Tordo | Duarte Teixeira e Gonçalo Penalva | 24 de Outubro de 2010  | 760 002 (†)   |
| Bia regressa de Cabo Verde, onde esteve a acompanhar a avó que acabou por falecer. Miguel vai com a Beatriz ao hospital, para ela fazer uma colheita de medula. A sobrinha está receosa e pede-lhe para que fique com ela. À mesma hora, Raquel marcou Miguel para a assistir numa cirurgia e confronta-o, lembrando-lhe que as escolhas têm consequências mas Miguel mostra-se irredutível, não pretendendo largar a sobrinha. Natália aproveita a presença de Miguel no hospital para falarem a sós, pela primeira vez, desde que Miguel se envolveu com Marta, no gabinete. Natália está disposta a perdoar e a esquecer o passado, porque acredita que se ele levar as coisas a sério podem ser uma família. Miguel confessa que a adora e que mais do que nunca precisa dela. Raquel não perde uma oportunidade para afrontar Miguel e antes mesmo de ir para o bloco, onde Miguel supostamente a deve assistir, lembra-lhe já de cabeça perdida e aos gritos, perante a recusa dele, que poderá não voltar a trabalhar no hospital se não respeitar as ordens. Miguel também perde a cabeça e aos gritos, para que todo o hospital ouça, repete várias vezes que Raquel só está a ser mesquinha e vingativa porque ele não quis ir com ela para a cama. Álvaro nem quer acreditar no que está a acontecer e decide imediatamente falar em separado com Miguel e Raquel. Miguel explica o que se passou no gabinete de Raquel quando estavam a preparar o artigo para uma revista científica sobre reconstrução facial. Álvaro compreende mas pede-lhe para cumprir ordens. Miguel recusa porque quer mesmo acompanhar a sobrinha. Já quanto a Raquel, apesar de não confessar directamente o que fez, Álvaro percebe pelas hesitações que a história de Miguel é verdadeira.                                                  |             |                                                     |                                   |                        |               |
| 3.03 | Episódio 45 | Eduarda Laia, Joana Andrade, João Pupo e João Tordo | Duarte Teixeira e Gonçalo Penalva | 31 de Outubro de 2010  | 1 208 614     |
| Miguel aguarda com muita ansiedade os resultados dos exames de compatibilidade de medula que o pessoal do hospital fez. Mas, há medida que o tempo passa e que vão abrindo os envelopes, todos vão vendo que não são compatíveis e vão informando Miguel. Lourenço não diz nada e Miguel pergunta-lhe directamente. O colega e rival adianta que o resultado foi negativo. Apesar de ainda não saber os resultados do colégio, Miguel fica devastado e chora. Natália conforta-o. Beatriz confessa a Bia que está com medo. A babysitter acarinha-a, garantindo que ninguém lhe fará mal. Margarida vai ajudar a associação a distribuir alimentos pelos sem abrigo e o colega, Ricardo tenta convencê-la a ir com ele para África, fazer voluntariado. O director informa Miguel que não há ninguém compatível no colégio. O tio vai ao colégio falar com Jaime e Simão. Explica-lhes que ainda não foi possível encontrar quem ajudasse a irmã e pede-lhes que em casa, perante Beatriz, tentem disfarçar a preocupação, para a irmã não desanimar. Miguel encontra Marta na escola e fica a saber que foi despedida. Como se não bastasse, Duarte vai a casa da ex-mulher informá-la que o tribunal a vai chamar porque, agora que ela está desempregada, ele pediu a guarda dos filhos. Francisca nota a preocupação da mãe, até porque vê a carta do Tribunal de Família mas, Marta prefere esconder o que se está a passar. Simão não consegue dormir e acaba por desabafar com o tio dizendo-lhe que fez uma pesquisa na internet e que sabe que Beatriz tem leucemia. Apesar de ter descoberto a verdade, Simão mostra-se muito forte, diz-lhe que pode contar com o seu apoio porque sabe que tal como ele também o tio tem medo.                                                                                          |             |                                                     |                                   |                        |               |
| 3.04 | Episódio 46 | Eduarda Laia, Joana Andrade, João Pupo e João Tordo | Duarte Teixeira e Gonçalo Penalva | 7 de Novembro de 2010  | 1 182 225     |
| Beatriz vai fazer o transplante de medula. Jaime e Simão fazem três pulseiras com tecidos provenientes de roupas dos pais para darem a Beatriz e serem usadas pelos irmãos, ficando unidos para sempre. Miguel informa António, Margarida, Natália, Simão e Jaime que aguardam na sala de espera que a operação de Beatriz correu muito bem. Marta também vai ao hospital saber como está Beatriz. Margarida aproveita para aconselhar Miguel a resolver as coisas com Marta, uma vez que depois do envolvimento fugaz no gabinete, não voltaram a falar sobre o que aconteceu. Bia vai visitar os pais ao bairro onde vivem e vê Leonel, o primo, a falar com alguns traficantes de droga e teme pelo que lhe possa acontecer com essas companhias. Lourenço, o dador da medula vai ver Beatriz e propõe a Miguel que o relacionamento deles, apesar de tudo o que se passou para trás, possa ser diferente. Duarte vai a casa para levar os miúdos mas eles não estão. Aproveita para provocar a ex-mulher e humilhá-la por não ter emprego ameaçando-a com o tribunal. Marta acaba por dar-lhe um estalo mas ele fica imperturbável e a sorrir. Bia recebe um telefonema e pede a Miguel para sair sem dar explicações. Esclarece apenas que é urgente. Leonel, o primo foi atingido a tiro, durante um assalto em que participou e refugia-se num barracão. Leonel não quer ir para o hospital para não ser apanhado pela polícia e pede a Bia para o ajudar, chamando Miguel. O médico é acordado a meio da noite e pede a Margarida para ficar com os miúdos para poder ajudar Bia. No entanto, o caso é grave e Miguel no barracão não tem condições para extrair a bala. O médico decide então levar Leonel às escondidas para o hospital.                                                                                  |             |                                                     |                                   |                        |               |
| 3.05 | Episódio 47 | Eduarda Laia, Joana Andrade, João Pupo e João Tordo | Duarte Teixeira e Gonçalo Penalva | 14 de Novembro de 2010 | 791 669       |
| Simão e Jaime vão ao hospital visitar a irmã Beatriz que está a recuperar do transplante de medula. Ricardo, o colega da associação que apoia os sem abrigo, mostra a Margarida alguns projectos de voluntariado em África e ela fica particularmente entusiasmada com um plano de vacinação, em Moçambique, na missão de São João Baptista. Lourenço, o dador da medula visita Beatriz. Miguel volta a agradecer-lhe a atitude e Lourenço, agora ex-rival, reconhece mais uma vez que não poderia ter feito outra coisa. Raquel convoca Lourenço e Miguel para fazerem em conjunto uma cirurgia, complexa e delicada, de rejuvenescimento facial em que o hospital pretende ser pioneiro. A paciente é uma venezuelana que no dia seguinte à operação deverá regressar ao seu país. Raquel espera que se portem como profissionais e não como duas crianças mimadas. Miguel e Lourenço que já sanaram as suas divergências, mostram-se disponíveis, contrariando assim os intentos de Raquel que pretendia vê-los um contra o outro. Até Natália começa a ter ciúmes do relacionamento de Miguel e Lourenço. Natália aliás vive momentos de insegurança e começa até a ter ciúmes de Margarida e Bia. De tal forma que desiste de ir comer piza com Miguel e os miúdos ao saber que Margarida também vai. Margarida tenta convencer Marta a pedir ajuda a Miguel porque sem emprego corre o risco de perder os filhos. Mas Marta não quer incomodar Miguel e enquanto está desempregada cria um blogue sobre os homens. Um espaço de humor bem sucedido. O pediatra comunica a Miguel que Beatriz aceitou bem o transplante e que não há rejeição. Miguel, muito aliviado pela notícia, comunica à sobrinha que dentro em breve irá para casa.                                                                                     |             |                                                     |                                   |                        |               |
| 3.06 | Episódio 48 | Eduarda Laia, Joana Andrade, João Pupo e João Tordo | Duarte Teixeira e Gonçalo Penalva | 21 de Novembro de 2010 | 1 171 670     |
| Beatriz regressa a casa depois do transplante e tem à sua espera uma festa surpresa. Marta também está presente com os filhos o que obriga a ciumenta Natália a manter-se atenta às conversas dela com Miguel. Natália fica a dormir em casa de Miguel e logo pela manhã é surpreendida pelos sobrinhos de Miguel no quarto deles, a reivindicar atenção e carinhos. Graças ao sucesso do seu blogue, Marta recebe um convite para escrever para uma revista feminina. Raquel inicia o processo de avaliação de desempenho. Miguel e Lourenço, unidos em mais uma cruzada tentam provocar Raquel adiantando que o nome dela também devia estar na listagem da avaliação porque o seu desempenho deveria ser fiscalizado pelos médicos e não pela Administração. Ainda equacionam essa possibilidade perante Álvaro, pondo em causa o sistema de avaliação que consideram absurdo, mas são corridos do gabinete. Miguel convida Marta para almoçar mas ele recusa porque tem muito trabalho. Natália chega nessa altura. Marta percebe a desconfiança e garante a Natália que não se passa nada entre ela e Miguel mas, esta parece não acreditar. Simultaneamente Marta considera junto de Miguel que se calhar não foi boa ideia ter ido trabalhar para o hospital e pede-lhe para não cometer os mesmos erros do passado. Ricardo vai conhecer o bar e o aeródromo com Margarida. Álvaro está muito satisfeito com o trabalho de Marta. No meio de uma operação, Natália não resiste e manifesta todos os ciúmes que tem de Marta. Miguel explica-lhe que pode ser apenas amigo de Marta e convida Natália para viver com ele. |             |                                                     |                                   |                        |               |
| 3.07 | Episódio 49 | Eduarda Laia, Joana Andrade, João Pupo e João Tordo | Duarte Teixeira e Gonçalo Penalva | 28 de Novembro de 2010 | 918 336       |
| Raquel mostra a Álvaro a revista com o artigo de Marta sobre os homens mas o director desvaloriza. Aliás, Álvaro considera que o facto de Marta escrever para uma revista não põe em causa o seu trabalho no hospital e, portanto, para ele o problema de Raquel com Marta só pode ser pessoal. Não satisfeita, Raquel vai mostrar a revista a Miguel para o provocar e ele, sem o confessar, fica aborrecido porque percebe que o homem a que Marta se refere no artigo é ele. O mesmo a que já fazia referência no blogue. Miguel confronta Marta com o artigo e gera-se um certo clima quando ela pergunta se ele se sente arrependido de alguma coisa. Miguel confessa que só se arrepende de não terem ficado juntos. Marta recebe a visita do ex-marido que decide ir embora para tentar refazer a sua vida noutro lugar. Depois de ter sequestrado as crianças, Duarte não se quer despedir dos filhos por vergonha mas pede a Marta para lhes dizer que os ama muito. Miguel continua a desafiar a chefe da cirurgia e esta continua a persegui-lo, obrigando-o a apresentar relatórios e afastando-o das cirurgias. Raquel quer que Miguel seja suspenso e Álvaro avisa o médico que tem de ter outra postura porque há um problema de indisciplina perante a chefe que se não for resolvido obrigará a administração a tomar uma decisão. Margarida sofre um desgosto. Ricardo, o amigo do serviço comunitário afinal vai entrar para um seminário para ser padre. Margarida que se sentia atraída por ele fica embasbacada e desanimada. Sem Ricardo, Margarida que já pensava em ir fazer voluntariado em África toma a decisão de ir mesmo e conta com o apoio dos pais. Filipe está roído de ciúmes. Depois de ter convidado Inês para jantar e ter levado duas negas, desconfia que a médica vai sair com Frederico. |             |                                                     |                                   |                        |               |
| 3.08 | Episódio 50 | Eduarda Laia, Joana Andrade, João Pupo e João Tordo | Duarte Teixeira e Gonçalo Penalva | 5 de Dezembro de 2010  | 1 018 614     |
| Miguel vai ter com Margarida ao aeródromo para um último salto de para quedas antes dela partir para o Uganda. Natália fica com ciúmes. Esta ida ao aeródromo faz com que Miguel chegue atrasado ao hospital e acabe por ser chamado à atenção por Raquel. Miguel que continua a não ser marcado para fazer cirurgias desvaloriza as críticas da chefe da cirurgia e aconselha-a a fazer um curso de arranjos de flores para se entreter. Lourenço apoia Miguel nas críticas a Raquel mas Filipe desconfia de tanta disponibilidade do antigo rival. Natália também desconfia das intenções de Lourenço que aconselha Miguel a enfrentar a chefe da cirurgia. Margarida despede-se de Marta e pede-lhe para tomar conta de Miguel porque sabe que no fundo as coisas entre ela e o amigo nunca ficaram resolvidas. Ricardo, antiga paixão de Margarida que optou por entrar para o seminário para ser ordenado padre, também se vai despedir de Margarida. Sem ressentimentos Margarida pede-lhe para que não a volte a contactar. Entretanto, Margarida consegue arranjar um comprador para o bar do aeródromo. Trata-se de Mário Pardo conhecido por se dedicar a actividades radicais. Para alegria dos amigos e dos irmãos, Beatriz regressa ao colégio depois do afastamento provocado pela doença. Raquel e Frederico operam Elsa. A chefe da cirurgia realiza toda a cirurgia e já fora do bloco operatório, deixa a sutura para Francisco. Porém, depois de regressar a casa, a doente volta ao hospital cheia de dores e descobre-se que durante a cirurgia duas gazes ficaram dentro do organismo. A paciente recusa-se a ser operada novamente no hospital e ameaça processá-los. Raquel culpa imediatamente Frederico e abre um inquérito interno.                                                                      |             |                                                     |                                   |                        |               |
| 3.09 | Episódio 51 | Eduarda Laia, Joana Andrade, João Pupo e João Tordo | Duarte Teixeira e Gonçalo Penalva | 12 de Dezembro de 2010 | 1 219 170 (‡) |
| Marta encontra-se ocasionalmente à porta do hospital com Miguel e durante a conversa confessa está muito satisfeita com o seu novo emprego no hospital, uma vez que lhe permite pagar as contas e ainda ter disponibilidade para escrever para a revista feminina. Gera-se um certo clima entre os dois, como sempre acontece quando se encontram e Miguel convida-a para almoçar mas ela recusa. Inês preocupa-se com o que possa acontecer com Frederico na sequência do inquérito em curso por causa da operação em que uma paciente ficou com duas gases dentro do organismo e Filipe mostra ciúmes. A administração decide despedir Frederico. Álvaro comunica a Raquel a decisão adiantando que se fosse só ele a votar, Frederico teria ficado porque é um jovem promissor. No entanto, Raquel que afinal é a responsável pelo que se passou, considera que erros grosseiros não merecem perdão. Frederico ainda pede a um dos enfermeiros que esteve na cirurgia e viu Raquel a dar a ordem ao estagiário para suturar porque a operação estava terminada, para dizer a verdade e fazer justiça mas ele com receio da avaliação de desempenho, recusa. Margarida que já está no Uganda a ajudar numa missão, telefona para Beatriz, Simão e Jaime, deixando as crianças muito felizes. Perante o que aconteceu a Frederico, Miguel não pretende cruzar os braços e vai falar com o enfermeiro e a anestesista presentes na operação. Insiste para que digam o que se passou mas, eles recusam-se porque não querem ser despedidos e, assim que vêem Raquel a assistir ao longe à conversa, vão-se embora. Miguel enfrenta Raquel para mostrar que não tem medo dela e ela aconselha-o a não fazer insinuações sem provas.                                                                                                   |             |                                                     |                                   |                        |               |
| 3.10 | Episódio 52 | Eduarda Laia, Joana Andrade, João Pupo e João Tordo | Duarte Teixeira e Gonçalo Penalva | 19 de Dezembro de 2010 | 1 134 725     |
| Miguel agora nomeado chefe da cirurgia marca as cirurgias no quadro. Lourenço continua a não aceitar a nomeação e não perde uma oportunidade para desdenhar de Miguel. Filipe testa Inês e percebe que ela já não gosta dele nem sente ciúmes de Laurinda, a ex-mulher. Aliviado por não estar a prejudicar ninguém, Filipe acaba por assumir o relacionamento com Laurinda. Marta cruza-se com Miguel no hospital. Trocam umas palavras sobre os filhos só para entabular conversa. Ao longe, Natália vê a cena e fica cheia de ciúmes. De tal forma que decide falar com Marta. Pede-lhe para que se afaste de Miguel que mude de hospital e de cidade porque não consegue estar com um homem que se deita com ela mas pensa noutra. Marta recusa afastar-se de Miguel que considera como amigo. Uma amizade que não convence Natália. A situação agrava-se quando ao encontrarem-se os três no elevador, Miguel percebe que Natália não fala a Marta. Ao questioná-la, Natália acaba por confessar que não suporta mais o que está a acontecer que ele tem de deixar Marta fora da vida dele. Miguel recusa e insiste que Marta é só uma amiga. Natália afasta-se de Miguel e deixa mesmo de dormir em casa dele. |             |                                                     |                                   |                        |               |

## Quarta Temporada (2011-2012)
Abaixo, estão listados os episódios da quarta temporada de Pai à Força, que estreou a 25 de Setembro de 2011:
| Ep.# | Título      | Argumento                                           | Realização                        | Transmissão Original    | Espectadores  |
| --- | ----------- | --------------------------------------------------- | --------------------------------- | ----------------------- | ------------- |
| TERCEIRA SÉRIE (produção de quarenta episódios no primeiro semestre de 2011) |             |                                                     |                                   |                         |               |
| 4.01 | Episódio 53 | Eduarda Laia, Joana Andrade, João Pupo e João Tordo | Duarte Teixeira e Gonçalo Penalva | 25 de Setembro de 2011  | 496 112 (†)   |
| Miguel e Marta vão viver com os filhos e os sobrinhos para o Algarve. Em seis meses, Miguel casou com Marta e teve uma filha, a Rita. Só Francisca não está com eles por ter ido estudar para Itália. O médico é agora sócio de uma clínica de reconstrução juntamente com Luís, seu colega de faculdade e Gonçalo, o sócio maioritário e cunhado de Luís. Apesar da mudança, Miguel continua a ter uma vida profissional agitada e os contratempos começam logo a acontecer quando Afonso, responsável pela contabilidade da clínica é detido pela Polícia Judiciária por fraude. No plano pessoal, mais uma vez, Miguel vai mostrar que tem um coração imenso ao pedir a Marta para receberem em casa, uma menina moçambicana órfã que depois de ter feito uma operação ao pé, não tem para onde voltar porque o orfanato onde vivia foi destruído pelas chuvas. Toda a família vai apoiar o médico. |             |                                                     |                                   |                         |               |
| 4.02 | Episódio 54 | Eduarda Laia, Joana Andrade, João Pupo e João Tordo | Duarte Teixeira e Gonçalo Penalva | 2 de Outubro de 2011    | 654 446       |
| Mariana, a menina moçambicana em recuperação vai para casa de Miguel. Ora, com as crianças sempre a requerer atenções, Miguel e Marta ficam com muito pouco tempo para estarem juntos e rapidamente Miguel volta à forma antiga, deixando-se seduzir e acabando mesmo por cair em tentação. No meio do caos vale a ajuda da nova empregada Zira e do avô que vem visitar a família. Até porque Marta arranja trabalho no Zoomarine. Afonso regressa a casa, em prisão domiciliária e Carolina vai pedir-lhe o divórcio para evitar que o Estado fique com todos os seus bens. Gonçalo, o sócio maioritário da clínica, encontra-se às escondidas com Afonso para garantir que o nome da clínica não fica envolvido no caso de fraude de que Afonso é acusado. Miguel está a leste de tudo isto. |             |                                                     |                                   |                         |               |
| 4.03 | Episódio 55 | Eduarda Laia, Joana Andrade, João Pupo e João Tordo | Duarte Teixeira e Gonçalo Penalva | 9 de Outubro de 2011    | 701 946       |
| Miguel não tem emenda. O médico envolve-se com Laura, a estagiária da clínica e vai ter de assumir as consequências. Laura vê em Miguel uma oportunidade para melhorar de vida e não o vai querer largar. Miguel sente-se culpado e tenta compensar a mulher, com um jantar, uma joia e umas flores mas depois de seis chamadas a meio da noite da estagiária e de um encontro fortuito na clínica, Marta percebe que foi traída e expulsa o médico de casa. Na clínica a vida de Miguel também não corre bem. O médico quer fazer cirurgia reconstrutiva mas os planos de Gonçalo para ele são outros. O sócio maioritário quer é que o Miguel realize muitas plásticas porque é o que dá mais dinheiro. |             |                                                     |                                   |                         |               |
| 4.04 | Episódio 56 | Eduarda Laia, Joana Andrade, João Pupo e João Tordo | Duarte Teixeira e Gonçalo Penalva | 16 de Outubro de 2011   | 876 113       |
| Miguel tem a vida feita em farrapos. Marta expulsou-o de casa. Laura não o deixa em paz e Gonçalo quer obrigá-lo a fazer cirurgias plásticas. Aliás, o sócio maioritário da clínica, pensando apenas no lucro que pode ter, está disposto a fazer de tudo, até acabar com a carreira de Miguel se o médico não o ajudar a criar uma espécie de resort para mulheres que querem fazer plásticas. Os miúdos descobrem que Miguel está a viver no barco e ficam preocupados. A pedido das crianças, Marta vai ter com Miguel ao barco mas ao chegar vê Laura a sair e, apesar de o médico lhe dizer que estava a expulsá-la, a mulher não acredita e acaba logo ali o casamento. Marta e Miguel recebem a primeira visita da assistente social para a adoção de Mariana. |             |                                                     |                                   |                         |               |
| 4.05 | Episódio 57 | Eduarda Laia, Joana Andrade, João Pupo e João Tordo | Duarte Teixeira e Gonçalo Penalva | 23 de Outubro de 2011   | 791 669       |
| A situação entre Miguel e Marta piora de dia para dia e começa a afetar o relacionamento entre as crianças, com os filhos de Marta a tomarem o partido da mãe, contra Miguel. E, como se não bastasse, Gonçalo obriga Miguel a dar uma entrevista e a jornalista em título refere que o médico voltou a estar solteiro e disponível. Para Marta foi a gota de água. Com Marta de rastos pelo que se está a passar, Samuel aproxima-se da mulher do amigo. Fernanda conta à irmã que Gonçalo, o marido, a anda a trair mas, para sua surpresa desta, Sofia diz-lhe que sabe das escapadelas dele e que não se importa. |             |                                                     |                                   |                         |               |
| 4.06 | Episódio 58 | Eduarda Laia, Joana Andrade, João Pupo e João Tordo | Duarte Teixeira e Gonçalo Penalva | 30 de Outubro de 2011   | 934 169       |
| Os sobrinhos de Miguel ficam muito aflitos com a zanga do tio com Marta e decidem fugir para ir ter com ele ao barco. Mas depois de uma noite mal dormida e de mais uma zanga com Marta, as crianças regressam a casa, sem conseguirem juntar o casal. Gonçalo está disposto a fazer de tudo para que Miguel se envolva na ideia do resort para realização de cirurgias plásticas. Influenciado pela mulher e partindo do princípio que Miguel precisa da sua vida pessoal estabilizada para se dedicar mais à clínica, Gonçalo aceita que Carolina a vizinha do casal e mulher do contabilista da clínica, faça um jantar de reconciliação. Mas, a situação de Miguel e Marta não se resolve assim e no final do jantar os dois voltam a discutir e Miguel regressa ao barco para mais uma noite de sono, sozinho. |             |                                                     |                                   |                         |               |
| 4.07 | Episódio 59 | Eduarda Laia, Joana Andrade, João Pupo e João Tordo | Duarte Teixeira e Gonçalo Penalva | 6 de Novembro de 2011   | 923 614       |
| O aniversário de Mariana vai permitir à família voltar a reunir-se. Miguel acaba mesmo por adormecer no quarto dos miúdos e todas as crianças ficam com esperança que o medico regresse a casa de vez. Mas Marta não está nessa disposição e começa a tratar do divorcio apesar de Miguel lhe pedir para ficarem juntos pelos menos até à adoção de Mariana. Samuel convida Marta para almoçar. Miguel acaba por vê-los juntos e fica cheio de ciúmes. Aceita então o convite de Laura para ir ter com ela ao hotel e só não sobe para o quarto porque Carolina aparece. Na realidade Carolina vai encontrar-se com Miranda, o sócio mafioso a quem o marido deve dinheiro, com a intenção de gravar uma conversa com ele. Mas é apanhada com o gravador na mala. E quando Miranda se prepara para a levar à força, Carolina vê Miguel e disfarça um desmaio. Gonçalo prepara-se para levar Joana a um congresso ao Brasil mas, os bilhetes de avião vão parar à mão da mulher que julgando tratar-se de uma surpresa, começa logo a fazer planos para a viagem. |             |                                                     |                                   |                         |               |
| 4.08 | Episódio 60 | Eduarda Laia, Joana Andrade, João Pupo e João Tordo | Duarte Teixeira e Gonçalo Penalva | 13 de Novembro de 2011  | 992 225       |
| Laura volta a atacar e desta vez, Marta apanha-os em flagrante no barco sem que eles se apercebam. Depois de mais uma visita da assistente social que sai um pouco desconfiada com a situação do casal, Marta vai ao barco para dizer ao Marido que aceita ficar com ele até à adoção de Mariana mas acaba por confirmar o que já temia. Para compensar Joana por não ter ido ao Brasil, Gonçalo oferece-lhe um anel e leva-a para um hotel. Ao ficar a saber que Miranda esta a ameaçar a mulher e a filha, Afonso decide pagar-lhe o que deve. Desta forma o casal fica sem dinheiro e Carolina é obrigada a ir trabalhar para a agência imobiliária do pai de Fernanda e Sofia. |             |                                                     |                                   |                         |               |
| 4.09 | Episódio 61 | Eduarda Laia, Joana Andrade, João Pupo e João Tordo | Duarte Teixeira e Gonçalo Penalva | 20 de Novembro de 2011  | 986 947       |
| Gonçalo procura a ajuda de Afonso para falsificar a contabilidade da clínica e assim convencer Miguel que a situação financeira é tão má que se ele não fizer cirurgias estéticas vão ter de acabar por fechar. Miguel ainda procura a ajuda do seu advogado mas, este diz-lhe que ele não tem alternativa porque a situação é mesmo má. Marta vai a Lisboa com os filhos sem dizer nada a Miguel, com a intenção de organizar a vida para voltar mas rapidamente percebe que não será fácil encontrar emprego. Miguel vai atrás dela mas depois de mais uma discussão, Miguel percebe que não há forma de voltar atrás e decidem divorciar-se. No regresso, Marta decide procurar outra casa fora do condomínio. Para além de todas estas complicações, Miguel ainda vai ter de resolver o problema de uma paciente de Gonçalo que quase morre durante uma operação por estar a tomar uns calmantes e não ter dito nada. |             |                                                     |                                   |                         |               |
| 4.10 | Episódio 62 | Eduarda Laia, Joana Andrade, João Pupo e João Tordo | Duarte Teixeira e Gonçalo Penalva | 27 de Novembro de 2011  | 828 613       |
| Matilde vai à clínica fazer um simples exame de rotina aos olhos mas acaba por ficar de quarentena quando Miguel descobre um caso de meningite num paciente que ia fazer uma reconstrução a uma orelha. A situação acaba por apanhar também uma famosa apresentadora de televisão internada na clínica depois de uma plástica. Com receio de má publicidade, Gonçalo juntamente com a mulher, decidem retirar a paciente da clínica sem autorização de Miguel e quando esta adoece ficam em pânico. No entanto, de regresso à clínica não se confirma o contágio e todos respiram de alívio. Gonçalo, no entanto, só pensa no dinheiro que perdeu e, sem pensar nos riscos para a saúde pública que Miguel evitou, responsabiliza-o por ter colocado a clínica de quarentena, perdendo assim muitos clientes. |             |                                                     |                                   |                         |               |
| 4.11 | Episódio 63 | Eduarda Laia, Joana Andrade, João Pupo e João Tordo | Duarte Teixeira e Gonçalo Penalva | 4 de Dezembro de 2011   | 1 055 558 (‡) |
| Miguel e Marta desistem da vida a dois e divorciam-se. Quando decidem comunicar oficialmente aos miúdos o que se passa, são surpreendidos pela compreensão das crianças que combinam entre elas aceitar a separação com a intenção de mais tarde voltar a juntá-los. Miguel e Pedro operam uma modelo muito famosa. A modelo tem um acidente com o carro de Pedro e é socorrida por Miguel que na altura ia a passar no mesmo local. Gonçalo vai aproveitar a popularidade da modelo para promover a clínica. Marta está muito cansada com todo o processo de divórcio e acaba por desmaiar no trabalho. |             |                                                     |                                   |                         |               |
| 4.12 | Episódio 64 | Eduarda Laia, Joana Andrade, João Pupo e João Tordo | Duarte Teixeira e Gonçalo Penalva | 18 de Dezembro de 2011  | 833 891       |
| Marta sai de casa e leva os filhos com ela mas, o trabalho e uma deslocação a Espanha com o patrão, Samuel, fazem com que tenha de deixar as crianças a passar o fim-de-semana com Miguel. Os miúdos vão passear de barco e adoram apesar de sentirem que a mãe passa menos tempo com eles por causa do trabalho. Joana precisa de mudar de apartamento porque não consegue suportar a renda e pede ajuda a Gonçalo. Inicialmente ele ajuda-a a procurar uma nova casa mas depois acaba por aconselhar que ela se mantenha na mesma por ser mais isolada, comprometendo-se a pagar metade da renda. Mas, assim que a mulher descobre a transferência, Gonçalo diz a Joana que vai ter de passar a dar-lhe dinheiro. Joana sente-se humilhada e pela primeira vez parece perceber as verdadeiras intenções de Gonçalo. David empresta-lhe o ombro amigo e vai sair com ela. Álvaro, antigo chefe de Miguel procura o amigo para lhe pedir que o opere porque está muito mal do coração.                                                                           |             |                                                     |                                   |                         |               |
| 4.13 | Episódio 65 | Eduarda Laia, Joana Andrade, João Pupo e João Tordo | Duarte Teixeira e Gonçalo Penalva | 1 de Janeiro de 2012    | 554 168       |
| Miguel recusa-se a fazer uma cirurgia plástica ao nariz de uma jovem de 17 anos mas, o que parecia ser uma situação simples transforma-se num pesadelo porque a miúda atira-se contra uma parede para partir o nariz e obrigar o médico operá-la. A mãe ameaça processar Miguel e Gonçalo ameaça o médico lembrando-lhe que o negócio está à frente da ética. Marta sai com Samuel e Miguel acaba por vê-los. Só a intervenção de Laura impede que Miguel faça um escândalo no restaurante. Mas Miguel não se deixa ficar e no dia seguinte vai tirar satisfações com Samuel o que deixa Marta muito irritada. Fernanda quer ter um filho com Luís e está disposta a tudo. Por isso, decide marcar um quarto num hotel à hora ideal do seu período fértil para a fecundação mas, devido a uma operação, Luís atrasa-se e eles acabam por se envolver no escritório de Gonçalo sem no entanto chegar a vias de facto devido à entrada do sócio. |             |                                                     |                                   |                         |               |
| 4.14 | Episódio 66 | Eduarda Laia, Joana Andrade, João Pupo e João Tordo | Duarte Teixeira e Gonçalo Penalva | 8 de Janeiro de 2012    | 628 057       |
| Para agradar a Miguel, o amigo Samuel deixa de falar com Marta sobre assuntos pessoais. Mas incapaz de continuar assim distante de quem gosta, Samuel decide falar com Miguel e o médico acaba também por lhe pedir desculpas. Luís fica a saber que é infértil. Fernanda que quer ter um filho para dar um herdeiro ao pai fica furiosa. Simão quer muito ir a uma festa de anos numa discoteca e depois de algumas peripécias lá consegue convencer o tio a ir com ele. Assim que percebe que Miguel vai, Carolina também aceita que a filha Alice vá com ela e Miguel fica condenado a suportá-la toda à noite. A saída encontra Laura que esteve na mesma discoteca com Tiago, sem saber que ele é colega de Marta. Alice pede namoro a Simão. |             |                                                     |                                   |                         |               |
| 4.15 | Episódio 67 | Eduarda Laia, Joana Andrade, João Pupo e João Tordo | Duarte Teixeira e Gonçalo Penalva | 15 de Janeiro de 2012   | 907 780       |
| A pedido de uma investigadora que quer fazer um artigo sobre uma nova técnica de reconstrução facial que Miguel tem estudado, o médico decide utilizar essa técnica num paciente que vai ser operado na clínica. O artigo a publicar por uma revista científica vai dar muita projeção à clínica mas mesmo assim, Gonçalo fará tudo para tentar impedir a realização da cirurgia. Luís já não consegue suportar a mulher que insiste em ter um filho, sem querer saber qual é a sua vontade. O relacionamento entre eles azeda durante uma visita à clínica de inseminação e Luís acaba por dormir na rua. |             |                                                     |                                   |                         |               |
| 4.16 | Episódio 68 | Eduarda Laia, Joana Andrade, João Pupo e João Tordo | Duarte Teixeira e Gonçalo Penalva | 22 de Janeiro de 2012   | 622 779       |
| Margarida regressa de África. Sem emprego e sem namorado, aconselhada por Miguel e entusiasmada pelo reencontro com as crianças, Margarida decide recomeçar a sua vida no Algarve. Depois da zanga, Luís e Fernanda decidem tomar conta das suas vidas sem permitir que o pai e a irmã dela interfiram. Mas Fernanda não desiste de ser mãe. Ameaçado pelo sogro, Gonçalo vê-se obrigado a acabar a relação que mantém com a rececionista. Tiago vai receber no oceanário uma tartaruga bebe doente que viajou clandestinamente. |             |                                                     |                                   |                         |               |
| 4.17 | Episódio 69 | Eduarda Laia, Joana Andrade, João Pupo e João Tordo | Duarte Teixeira e Gonçalo Penalva | 29 de Janeiro de 2012   | 928 891       |
| Durante uma ida à praia, Miguel ajuda um kit surfer que fica com a mão desfeita. Sem pensar nas consequências, Miguel leva o jovem para a clínica para ser operado. A operação corre bem e graças a uma rápida intervenção, Miguel consegue salvar a mão do jovem só percebendo depois que o rapaz não tem seguro nem forma de pagar. É Laura que vai salvar Miguel da fúria de Gonçalo ao assumir a responsabilidade. A médica inventa que pensou tratar-se de um tenista famoso que iria dar prestígio à clínica e Gonçalo acaba por aceitar o que se passou. Para agradecer a Laura, Miguel combina jantar com ela mas a pedido dos sobrinhos acaba por ficar em casa. Joana, a ex-amante de Gonçalo descobre que está grávida. Margarida consegue um emprego como guia no parque onde trabalha Marta. |             |                                                     |                                   |                         |               |
| 4.18 | Episódio 70 | Eduarda Laia, Joana Andrade, João Pupo e João Tordo | Duarte Teixeira e Gonçalo Penalva | 5 de Fevereiro de 2012  | 934 169       |
| Farta dos castigos e de não poder estar com o namorado, Alice foge de casa dos pais e esconde-se no armário do quarto de Beatriz e Mariana. A intervenção de Zira vai permitir acalmar os pais e reatar o diálogo entre Alice, Carolina e Afonso. A menina só quer que os pais compreendam que já é uma adolescente e que podem falar com ela sobre os problemas que estão a atravessar. Sofia, mulher de Gonçalo, oferece dinheiro a Joana para abortar e ir embora. A rececionista rejeita a oferta mas decide mesmo assim não seguir com a gravidez. Laura vai fazer Miguel sofrer. A jovem médica exige-lhe que se decida se quer ou não ter um relacionamento com ela. Luís aceita que a mulher faça a inseminação artificial mas tem muito receio de não saber ser pai. |             |                                                     |                                   |                         |               |
| 4.19 | Episódio 71 | Eduarda Laia, Joana Andrade, João Pupo e João Tordo | Duarte Teixeira e Gonçalo Penalva | 12 de Fevereiro de 2012 | -             |
| A segurança social descobre um tio de Mariana e Miguel terá de enfrentar a dura realidade de poder ficar sem a menina. Marta apoia o ex-marido neste momento difícil. Contudo, tudo se torna mais fácil quando Miguel percebe que afinal o tal tio mora em Lisboa e portanto Mariana não terá de regressar a Moçambique. Com o apoio da mulher, Luís enfrenta Gonçalo e decide apoiar Miguel na realização de uma cirurgia de reconstrução do globo ocular pró-bono. Gonçalo fica furioso. |             |                                                     |                                   |                         |               |
| 4.20 | Episódio 72 | Eduarda Laia, Joana Andrade, João Pupo e João Tordo | Duarte Teixeira e Gonçalo Penalva | 19 de Fevereiro de 2012 | -             |
| Miguel envolve-se com Erica e até desmarca uma cirurgia para estar com a nova conquista. Mas, Zira e Simão não gostam desta nova conquista e tem razões para desconfiar. É que Erica faz tráfico de droga. Recomendada por Miguel, Teresa vai substituir Joana que com o fim da relação com Gonçalo deixou a clínica. Gonçalo quer livrar-se da influência negativa que a condenação de Afonso pode trazer à clínica mas, fica sem palavras quando o ex-contabilista o confronta com a existência de documentos que podem provar que Gonçalo desvia dinheiro da clínica. |             |                                                     |                                   |                         |               |

- (‡) Episódio Mais Visto da Temporada
- (†) Episódio Menos Visto da Temporada